# انضمام تركيا إلى الاتحاد الأوروبي

خريطة تركيا باللون البرتقالي مع دول الاتحاد الأوروبي باللون الأخضر

تتفاوض تركيا على الانضمام إلى الاتحاد الأوروبي بصفتها دولة عضو بعد تقديمها لطلب رسمي بالانضمام إلى الجماعة الاقتصادية الأوروبية، سلف الاتحاد الأوروبي، في 14 أبريل عام 1987. كانت تركيا من أُوَل الدول التي انضمت، بعد الأعضاء المؤسسين العشرة، إلى مجلس أوروبا في عام 1949. أصبحت تركيا في عام 1992 عضوًا منتسبًا إلى اتحاد أوروبا الغربية وبقيت فيه حتى عام 2011. وقّعت تركيا في عام 1995 على اتفاقية الاتحاد الجمركي مع الاتحاد الأوروبي واعتُرف بها رسميًا مرشحًا للعضوية الكاملة في قمة هلسنكي للمجلس الأوروبي في 12 ديسمبر عام 1999.
بدأت المفاوضات المتعلقة بحصول تركيا على العضوية الكاملة في الاتحاد الأوروبي في 3 أكتوبر عام 2005. اتسمت العملية بالبطء الشديد، إذ فُتح ستة عشر فصلًا فقط من بين الفصول الخمسة والثلاثين اللازمة لإكمال عملية الانضمام للاتحاد، وأُغلق واحد منها بحلول مايو عام 2016. كان المقصد من صفقة اللاجئين الموقعة بين تركيا والاتحاد الأوروبي في بداية عام 2016 تسريع المفاوضات المتعلقة بانضمام تركيا إلى الاتحاد بعد فترة طويلة من الركود، والسماح للأتراك بالسفر عبر أوروبا دون الحاجة إلى الحصول على تأشيرة دخول.
توقفت مفاوضات انضمام تركيا إلى الاتحاد الأوروبي في عام 2016. اتهم الاتحاد الأوروبي تركيا بانتهاك حقوق الإنسان وانتقدها، بالإضافة إلى انتقاد جوانب القصور في سيادة القانون في البلاد. في عام 2017، تحدث مسؤولو الاتحاد الأوروبي عن انتهاك السياسات التركية المخطط لها لمعايير كوبنهاغن المؤهِّلة للانضمام إلى الاتحاد الأوروبي. في 26 يونيو عام 2018، صرح مجلس الشؤون العامة في الاتحاد الأوروبي بأن «المجلسَ يلاحظ تحرك تركيا بعيدًا عن الاتحاد الأوروبي. ومن ثم فإن مفاوضات انضمام تركيا إلى الاتحاد الأوروبي قد وصلت إلى طريق مسدود، ولا يمكن النظر في فتح أي فصول أخرى من الفصول اللازمة لإكمال عملية الانضمام إلى الاتحاد أو حتى إغلاق أي منها، ومن غير المتوقع بذل المزيد من الجهود الخاصة بتجديد اتفاقية الاتحاد الجمركي بين الاتحاد الأوروبي وتركيا».

## تاريخ

### خلفية
بعد تقسيم الدولة العثمانية الذي تبع انتهاء الحرب العالمية الأولى، انتصرت الحركة التركية الوطنية بقيادة مصطفى كمال أتاتورك في حرب الاستقلال التركية، وأقامت الجمهورية التركية الحديثة بوضعها القائم اليوم. نفذ الرئيس التركي مصطفى كمال أتاتروك سلسلة من الإصلاحات في البلاد، بما في ذلك نشر ثقافتي العلمنة والتصنيع بهدف «إضفاء الطابع الأوروبي» أو الطابع الغربي على البلاد. خلال الحرب العالمية الثانية، بقيت تركيا في موقف الحياد، إلى أن انضمت إلى قوات الحلفاء في فبراير عام 1945. شاركت الدولة في مشروع مارشال الاقتصادي الهادف إلى إعادة إعمار أوروبا بعد انتهاء الحرب العالمية الثانية، وأصبحت عضوًا في حلف شمال الأطلسي (الناتو) في عام 1952. خلال الحرب الباردة، تحالفت تركيا مع الولايات المتحدة الأمريكية وأوروبا الغربية. يعبّر الخبير التركي ميلتيم أهيسكا عن الموقف التركي من أوروبا بقوله: «كانت أوروبا أمنية لتركيا ومصدر إحباط للهوية الوطنية التركية خلال تاريخ طويل مرهق».

### 2000-1950
تقدمت تركيا لأول مرة بطلب الحصول على مركز العضو المنتسب إلى الجماعة الاقتصادية الأوروبية في عام 1959، ووقعت في 12سبتمبر عام 1963 على «اتفاقية إنشاء رابطة بين جمهورية تركيا والجماعة الاقتصادية الأوروبية»، المعروفة أيضًا باسم «اتفاقية أنقرة». دخلت هذه الاتقاقية حيز التنفيذ في العام التالي، وتحديدًا في 12 ديسمبر عام 1964. سعت الاتفاقية إلى دمج تركيا مع الجماعة الاقتصادية الأوروبية في اتحاد جمركي، مع الاعتراف بالهدف النهائي المتمثل بالعضوية الكاملة. في نوفمبر عام 1970، وضع بروتوكول آخر يُسمى «البروتوكول الإضافي» جدولًا زمنيًا لإلغاء التعريفات الجمركية والحصص على السلع المتبادلة بين تركيا والجماعة الاقتصادية الأوروبية.
في 14 أبريل عام 1987، قدمت تركيا طلب الحصول على العضوية الرسمية في الجماعة الاقتصادية الأوروبية. في ديسمبر عام 1989، ردت المفوضية الأوروبية على الطلب التركي بتأكيد عضوية أنقرة، ولكنها شددت في نفس الوقت على تأجيل الأمر إلى وقت أنسب، مستشهدة على ذلك بخلق الوضع الاقتصادي والسياسي التركي، وأيضًا علاقاتها السيئة مع اليونان والصراع مع قبرص، أجواءً غير مواتية لإطلاق المفاوضات. شُدّد على هذا الرأي مرة أخرى في اجتماع المجلس الأوروبي في لوكسمبورغ عام 1997، حيث بدأت محادثات ضم دول شرق أوروبا ووسطها وقبرص، دون مناقشة انضمام تركيا. خلال تسعينيات القرن العشرين، بدأت العلاقة بين تركيا والاتحاد الأوروبي بالتوطد، وذلك بعد الموافقة على قيام اتحاد جمركي بينهما في عام 1995. علاوة على ذلك، اعتُبر اجتماع المجلس الأوروبي في هلسنكي عام 1999 علامة فارقة في تاريخ العلاقات بين تركيا والاتحاد الأوربي، إذ اعترف الأخير بتركيا مرشحةً للانضمام إلى المجلس، بنفس مستوى البلدان المرشحة الأخرى.

### عقد 2000
جاءت الخطوة المهمة التالية في العلاقات بين تركيا والاتحاد الأوروبي في اجتماع المجلس الأوروبي في كوبنهاغن في ديسمبر عام 2002. أفاد التقرير الذي تمخض عنه الاجتماع بالآتي: «سيعاود الاتحاد الأوروبي فتح باب المفاوضات مع تركيا «دون تأخير» إن قرر المجلس الأوروبي في ديسمبر 2004، وبناءً على تقرير المفوضية وتوصياتها، أن تركيا تستوفي معايير كوبنهاغن السياسية».
أوصت المفوضية الأوروبية ببدء المفاوضات في عام 2005، لكنها أضافت أيضًا تدابير وقائية مختلفة. في 16 ديسمبر عام 2004، اتفق قادة الاتحاد الأوربي على بدء مفاوضات انضمام تركيا إلى الاتحاد في 3 أكتوبر عام 2005. في بادئ الأمر، رغبت ألمانيا والنمسا في ترك الباب مفتوحًا بسبب احتمال أن تؤدي المفاوضات مع تركيا إلى شراكة متميزة، دون مستوى العضوية الكاملة في الاتحاد، وأُطلقت مفاوضات الانضمام في النهاية، مع «الهدف المشترك» المتمثل بالعضوية الكاملة. تعطلت محادثات الانضمام منذ ذلك الحين بسبب العديد من المشاكل الداخلية والخارجية. قالت فرنسا والنمسا إنهما ستجريان استفتاءً حول انضمام تركيا إلى الاتحاد الأوروبي. عدلت فرنسا دستورها لفرض مثل هذا النوع من الاستفتاءات، إلا أنه عُدل مرة أخرى لاحقًا، ما يمكّن البرلمان (في حال موافقة أغلبية كبيرة منه) من منع مثل هذه الاستفتاءات. لا تزال قضية قبرص تشكل عقبة رئيسية أمام مفاوضات انضمام تركيا إلى الاتحاد الأوروبي. علق المسؤولون الأوروبين على التباطؤ في الإصلاحات التركية التي دفعت، إلى جانب مشكلة قبرص، إلى التحذير من «حادث مدمر» وشيك في المفاوضات. توقفت المفاوضات بسبب هذه النكسات مرة أخرى في ديسمبر عام 2006، مع تجميد الاتحاد الأوروبي مناقشة 8 فصول أساسية من أصل 35 فصلًا قيد التفاوض.
في ديسمبر عام 2009، منعت جمهورية قبرص مناقشة 6 فصول أخرى من فصول مفاوضات انضمام تركيا إلى الاتحاد الأوروبي، بما في ذلك الفصول المتعلقة بالقضاء، والحقوق الأساسية، والطاقة، والتعليم، والثقافة، بحجة أولوية تطبيع تركيا علاقاتها مع قبرص. ونتيجة لذلك، لم تُناقش أي من هذه الفصول منذ يونيو عام 2010. وعليه، من غير الممكن لتركيا مناقشة أي فصول من فصول الانضمام إلى الاتحاد الأوروبي، عدا فصول سياسة المنافسة، والسياسة الاجتماعية، والتوظيف، والمشتريات العامة، التي تُعد فصولًا صعبة ومضرة اقتصاديًا وتُناقش عادة بعد إغلاق الفصول الأساسية. في فبراير عام 2013، ادعى نائب وكيل وزارة شؤون الاتحاد الأوروبي التركي، بوراك إردنير، أن الاتحاد الأوروبي لم يبلغ تركيا بعد بالمعايير المرجعية المطلوبة لفتح الفصلين 23 و24 المتعلقين بالقضاء، والحقوق الأساسية والقضائية، والعدالة، والحرية، والأمن، الأمر الذي كان من المفترض أن يقوم به الاتحاد الأوروبي بعد فحص الفصول في عام 2006، ما جعل امتثال تركيا لها أمرًا مستحيلًا، وادعى أيضًا تعمد الاتحاد الأوروبي عدم إبلاغ تركيا بذلك بهدف إبطاء عملية انضمام البلاد إلى الاتحاد الأوروبي.

### تطورات أخيرة
صرحت تركيا سنة 2007 أنها تهدف إلى الامتثال لقانون الاتحاد الأوروبي بحلول عام 2013، لكن بروكسل رفضت اعتبار هذا الموعد كموعد نهائي لاكتمال العُضوية. في 2006، صرح رئيس المُفوضية الأوروبية خوسيه مانويل باروسو بأن عملية الانضمام ستستغرق على الأقل حتى عام 2021. في زيارة إلى ألمانيا في 31 أكتوبر 2012، أوضح رئيس الوزراء التركي آنذاك رجب طيب أردوغان بأن تركيا كانت تتوقع تحقيق العُضوية في الاتحاد بحلول عام 2023، الذكرى المئوية للجمهورية التركية، مما يعني ضمناً أن الجانب التركي يُمكن أن يُنهي مُفاوضات العضوية إذا لم تُسفر المُفاوضات عن نتيجة إيجابية بحلول ذلك الوقت. صرح الرئيس التركي عبد الله غول أنه وعند استكمال عملية الانضمام، ستُجري تركيا استفتاء على انضمام البلاد إلى الاتحاد الأوروبي.
في 20 يونيو 2013، وفي أعقاب رد فعل أنقرة على المُظاهرات الاحتجاجية في ميدان تقسيم، منعت ألمانيا انطلاق مُحادثات الانضمام الجديدة بين الاتحاد الأوروبي وتركيا. وفقًا لصحيفة فاينانشيال تايمز، قال مسؤول تركي إن مثل هذه الخطوة قد تقطع العلاقات السياسية مع الاتحاد.
أظهر استطلاع ليوروباروميتر شمل دول الاتحاد الأوروبي والدول المُرشحة للانضمام إليه أيضًا، أن 43٪ من الأتراك ينظرون إلى الاتحاد الأوروبي بشكل إيجابي، فيما كانت هاته النسبة هي 60٪ قبل ستة أشهر من الاستطلاع الثاني. في نفس الاستطلاع، أعرب 29٪ من الأتراك الذين شملهم الاستطلاع عن دعمهم لمُعاهدة دستور الاتحاد الأوروبي، وهو أدنى مستوى من التأييد بين دول الاتحاد الأوروبي والدول المُرشحة الذين شملهم هذا الاستطلاع. تقول ألمانيا إن تحفظها ينبع من مشكلة فنية، لكن أنجيلا ميركل، وهي مُعارضة لدخول تركيا إلى الاتحاد الأوروبي، صرحت بأنها «مصدومة» بعد استخدام أنقرة لقُوات الشرطة لتفريق المُظاهرات السلمية في ميدان تقسيم. صرحت فرنسا أنها لن تتنازل عن استخدام حق النقض (الفيتو) على إلغاء تجميد أربعة فصول لانضمام تركيا إلا بعد انتخابات البرلمان الأوروبي في يونيو 2014.
أضرت الحملة القمعية التي قام بها الرئيس أردوغان عقب مُحاولة الانقلاب التركية الفاشلة عام 2016 بعلاقات تُركيا والاتحاد الأوروبي. وأشار أردوغان إلى مُوافقته على إعادة العمل بعقوبة الإعدام لمُعاقبة المتورطين في الانقلاب، واقترح الاتحاد الأوروبي أن هذا من شأنه إنهاء طموحات تُركيا للانضمام للاتحاد الأوروبي. صرح أردوغان في نوفمبر 2016 أنه يفكر في تنظيم استفتاء حول مفاوضات تركيا المستمرة مع الاتحاد الأوروبي بشأن العضوية سنة 2017. في نوفمبر 2016، صوت البرلمان الأوروبي لصالح قرار غير مُلزم يطالب المفوضية الأوروبية بتعليق مفاوضات العضوية مؤقتًا بسبب «الإجراءات القمعية غير المتناسبة» التي اتخذتها الحكومة التركية عقب مُحاولة الانقلاب. في 13 ديسمبر، قرر المجلس الأوروبي (الذي يضم رؤساء دول أو حكومات الدول الأعضاء) أنه لن يفتح مجالات جديدة في محادثات عضوية تركيا في ظل «الظروف السائدة»، حيث أن طريق تركيا نحو الحكم الأوتوقراطي يجعل التقدم في مُفاوضات الانضمام إلى الاتحاد الأوروبي أمرًا مُستحيلًا.
في سنة 2017، أعرب مسؤولو الاتحاد الأوروبي عن أن السياسات التي تُخطط لها تركيا، تنتهك معايير كوبنهاغن للأهلية لعُضوية الاتحاد الأوروبي.
في أبريل 2017، صوتت الجمعية البرلمانية لمجلس أوروبا (PACE) على قرار بإعادة فتح إجراءات المُراقبة الخاصة بها ضد تركيا. يُشكل هذا التصويت ضربة موجعة لمُفاوضات عُضوية تركيا للاتحاد الأوروبي، حيث أن إنهاء إجراءات المُراقبة هاته كان شرطًا مسبقًا لمُفاوضات الانضمام إلى الاتحاد الأوروبي في سنة 2004.
تضمن اقتراح الميزانية طويلة الأجل للمُفوضية الأوروبية للفترة 2021-2027، والذي صدر في مايو 2018، تمويلًا مُسبقا لإستراتيجية انضمام مُحتمل لدُول غرب البلقان، لكن هذا الاقتراح لم يتضمن تركيا.
في 26 يونيو 2018، صرح مجلس الشؤون العامة للاتحاد الأوروبي أن «المجلس يرى أن تركيا تتحرك بعيدًا عن الاتحاد الأوروبي. وبالتالي، فقد توقفت مُفاوضات انضمام تركيا فعليًا، ولا يمكن النظر في أي فصول أخرى لفتحها أو إغلاقها، كما ولا يُتوقع إتمام المزيد من العمل بخصوص تحديث الاتحاد الجمركي بين الاتحاد الأوروبي وتركيا». وأضاف المجلس أنه «يشعر بقلق خاص إزاء التراجع المُستمر والمُثير للقلق عن سيادة القانون والحقوق الأساسية بما في ذلك حرية التعبير».
في 20 فبراير 2019، صوتت لجنة برلمانية أوروبية على تعليق مُحادثات انضمام تُركيا للاتحاد الأوروبي، مما أثار انتقادات وجهتها الحكومة التركية للاتحاد.

### خط زمني للعلاقات مع الاتحاد
| التاريخ        | الحدث |
| -------------- | --- |
| 13 ديسمبر 1997 | يعلن مجلس لوكسمبورغ أن تركيا مؤهلة لتصبح عضوًا في الاتحاد الأوروبي. |
| 11 ديسمبر 1999 | قمة المجلس الأوروبي في هلسنكي تُعلن أن تركيا دولة مرشحة. |
| 24 مارس 2001   | يتبنى المجلس شراكة الانضمام لتركيا. |
| 19 مايو 2003   | يتبنى المجلس شراكة انضمام مُنقحة لتركيا. |
| 16 ديسمبر 2004 | أعلن المجلس الأوروبي أن تركيا تفي بشكل كافٍ بمعايير فتح مفاوضات الانضمام التي تبدأ في أكتوبر 2005. |
| 3 أكتوبر 2005  | يتبنى المجلس إطارا تفاوضيا، وتنطلق المفاوضات رسميا. |
| 1 يونيو 2006   | تُفتح المفاوضات وتغلق بخُصوص الفصل 25 المُتعلق بالعلوم والأبحاث. |
| 11 ديسمبر 2006 | لأن تركيا رفضت تطبيق البروتوكول الإضافي لاتفاقية أنقرة على قبرص، قرر المجلس عدم فتح ثمانية فصول. |
| 19 فبراير 2008 | يتبنى المجلس شراكة انضمام مُنقحة لتركيا. |
| 30 يونيو 2010  | فُتحت المفاوضات بشأن الفصل 12 المُتعلق بسلامة الأغذية والسياسة البيطرية والصحة النباتية. |
| 17 مايو 2012   | إطلاق أجندة إيجابية تهدف إلى إدخال آليات جديدة في العلاقات بين الاتحاد الأوروبي وتركيا. |
| 5 نوفمبر 2013  | فُتحت المُفاوضات بشأن الفصل 22 المُتعلق بالسياسة الإقليمية وتنسيق الأدوات الهيكلية. |
| 16 ديسمبر 2013 | إطلاق حوار تحرير التأشيرات، وتوقيع اتفاقية إعادة القبول بين الاتحاد الأوروبي وتركيا. |
| 29 نوفمبر 2015 | عقد القمة الأولى بين الاتحاد الأوروبي وتركيا وتفعيل خطة العمل المشتركة بين الاتحاد الأوروبي وتركيا. يرحب الاتحاد الأوروبي بالتزام تركيا بالإسراع في تنفيذ معايير خارطة طريق التأشيرة مُقابل وقف تدفق اللاجئين السوريين من تركيا إلى اليونان. |
| 14 ديسمبر 2015 | فُتحت المفاوضات بشأن الفصل 17 المُتعلق بالسياسة الاقتصادية والنقدية. |
| 30 يونيو 2016  | فُتحت المفاوضات بشأن الفصل 33 المُتعلق بالأحكام المالية والميزانية. |
| 24 نوفمبر 2016 | يصوت أعضاء البرلمان الأوروبي بأغلبية ساحقة على تعليق المفاوضات مع تركيا بسبب مخاوف حقوق الإنسان وسيادة القانون. |
| 20 فبراير 2019 | لجنة برلمانية في الاتحاد الأوروبي تُصوت على تعليق مُحادثات الانضمام مع تركيا. |

## مسار المفاوضات

### جدول الفصول
للانضمام إلى تكتل الاتحاد الأوروبي، يجب على تركيا أن تُكمل بنجاح المُفاوضات مع المفوضية الأوروبية بشأن 33 فصلاً من أصل 35 فصلاً من المُكتسبات المُشتركة [الإنجليزية]، حيث أن فصلين من هاته الفصول لا يحتاجان للتفاوض، ومجموع هاته الفصول هي المجموعة الكاملة لقانون الاتحاد الأوروبي. بعد ذلك، يجب أن توافق الدول الأعضاء بالإجماع على منح تركيا عضوية الاتحاد الأوروبي.
| المُكتسبات المُشتركة [الإنجليزية]                 | تاريخ انطلاق الفحص | تاريخ انتهاء الفحص | فصل مُجمد       | فصل غير مُجمد   | فصول افتُتحت    | فصول اختُتمت   |
| ----------------------------------------------- | ------------------ | ------------------ | -------------- | -------------- | -------------- | ------------- |
| نظرة عامة                                       | 33 من أصل 33       | 33 من أصل 33       | 17 من أصل 33   | 3 من أصل 17    | 16 من أصل 35   | 1 من أصل 35   |
| 1. حرية تنقل البضائع                            | 16 يناير 2006      | 24 فبراير 2006     | 11 ديسمبر 2006 | –              | –              | –             |
| 2. حُرية تنقل العُمال                             | 19 يوليو 2006      | 11 سبتمبر 2006     | 8 ديسمبر 2009  | –              | –              | –             |
| 3. حق التأسيس وحرية تقديم الخدمات               | 21 نوفمبر 2005     | 20 ديسمبر 2005     | 11 ديسمبر 2006 | –              | –              | –             |
| 4. حُرية تنقل الأموال                            | 25 نوفمبر 2005     | 22 ديسمبر 2005     | –              | –              | 19 ديسمبر 2008 | –             |
| 5. المشتريات العامة                             | 7 نوفمبر 2005      | 28 نوفمبر 2005     | –              | –              | –              | –             |
| 6. قانون الشركة                                 | 21 يونيو 2006      | 20 يوليو 2006      | –              | –              | 17 يونيو 2008  | –             |
| 7. قانون الملكية الفكرية                        | 6 فبراير 2006      | 3 مارس 2006        | –              | –              | 17 يونيو 2008  | –             |
| 8. سياسة المنافسة                               | 8 نوفمبر 2005      | 2 ديسمبر 2005      | –              | –              | –              | –             |
| 9. الخدمات المالية                              | 29 مارس 2006       | 3 مايو 2006        | 11 ديسمبر 2006 | –              | –              | –             |
| 10. مجتمع المعلومات والإعلام                    | 12 يونيو 2006      | 14 يوليو 2006      | –              | –              | 19 ديسمبر 2008 | –             |
| 11. الفلاحة والتنمية القروية                    | 5 ديسمبر 2005      | 26 يناير 2006      | 11 ديسمبر 2006 | –              | –              | –             |
| 12. سلامة الغذاء والبيطرة وسياسة الصحة النباتية | 9 مارس 2006        | 28 أبريل 2006      | –              | –              | 30 يونيو 2010  | –             |
| 13. صيد الأسماك                                 | 24 فبراير 2006     | 31 مارس 2006       | 11 ديسمبر 2006 | –              | –              | –             |
| 14. سياسة النقل                                 | 26 يونيو 2006      | 28 سبتمبر 2006     | 11 ديسمبر 2006 | –              | –              | –             |
| 15. الطاقة                                      | 15 مايو 2006       | 16 يونيو 2006      | 8 ديسمبر 2009  | –              | –              | –             |
| 16. الضرائب                                     | 6 يونيو 2006       | 12 يوليو 2006      | –              | –              | 30 يونيو 2009  | –             |
| 17. السياسة الاقتصادية والنقدية                 | 16 فبراير 2006     | 23 مارس 2006       | 25 يونيو 2007  | 14 ديسمبر 2015 | 14 ديسمبر 2015 | –             |
| 18. الإحصاء                                     | 19 يونيو 2006      | 18 يوليو 2006      | –              | –              | 25 يونيو 2007  | –             |
| 19. السياسة الاجتماعية والتشغيل                 | 8 فبراير 2006      | 22 مارس 2006       | –              | –              | –              | –             |
| 20. المقاولات والسياسة الصناعية                 | 27 مارس 2006       | 5 مايو 2006        | –              | –              | 29 مارس 2007   | –             |
| 21. الشبكات عبر أوروبا                          | 30 يونيو 2006      | 29 سبتمبر 2006     | –              | –              | 19 ديسمبر 2007 | –             |
| 22. السياسة الإقليمية وتنسيق الأدوات الهيكلية   | 11 سبتمبر 2006     | 10 أكتوبر 2006     | 25 يونيو 2007  | 12 فبراير 2013 | 5 نوفمبر 2013  | –             |
| 23. القضاء والحقوق الأساسية                     | 7 سبتمبر 2006      | 13 أكتوبر 2006     | 8 ديسمبر 2009  | –              | –              | –             |
| 24. العدل والحُرية والأمن                        | 23 يناير 2006      | 15 فبراير 2006     | 8 ديسمبر 2009  | –              | –              | –             |
| 25. العلوم والأبحاث                             | 20 أكتوبر 2005     | 14 نوفمبر 2005     | –              | –              | 12 يونيو 2006  | 12 يونيو 2006 |
| 26. الثقافة والتعليم                            | 26 أكتوبر 2005     | 16 نوفمبر 2005     | 8 ديسمبر 2009  | –              | –              | –             |
| 27. البيئة وتغير المناخ                         | 3 أبريل 2006       | 2 يونيو 2006       | –              | –              | 21 ديسمبر 2009 | –             |
| 28. الصحة وحماية المستهلك                       | 8 يونيو 2006       | 11 يوليو 2006      | –              | –              | 19 ديسمبر 2007 | –             |
| 29. الاتحاد الجمركي                             | 31 يناير 2006      | 14 مارس 2006       | 11 ديسمبر 2006 | –              | –              | –             |
| 30. العلاقات الخارجية                           | 10 يوليو 2006      | 13 سبتمبر 2006     | 11 ديسمبر 2006 | –              | –              | –             |
| 31. السياسة الخارجية والأمن والدفاع             | 14 سبتمبر 2006     | 6 أكتوبر 2006      | 8 ديسمبر 2009  | –              | –              | –             |
| 32. المراقبة المالية                            | 18 مايو 2006       | 30 يونيو 2006      | –              | –              | 26 يوليو 2007  | –             |
| 33. الأحكام المالية والميزانية                  | 6 سبتمبر 2006      | 4 أكتوبر 2006      | 25 يونيو 2007  | 18 مارس 2016   | 30 يونيو 2016  | –             |
| 34. المُؤسسات                                    | –                  | –                  | –              | –              | –              | –             |
| 35. قضايا أخرى                                  | –                  | –                  | –              | –              | –              | –             |
| 1. 2. 3. 4.                                     |                    |                    |                |                |                |               |

### التقييمات
| المُكتسبات المُشتركة [الإنجليزية]                 | الوضع ابتداء من أبريل 2018 | وضع الفصل                                                                                          |
| ----------------------------------------------- | --- | -------------------------------------------------------------------------------------------------- |
| نظرة عامة                                       | 4 فصول في مراحل مُبكرة 7 فصول فيها مُستوى لا بأس به من الإعداد 12 فصلا فيها مُستوى مُتوسط من الإعداد 7 فصول فيها مُستوى حسن من الإعداد 3 فصول فيها مُستوى جيد من الإعداد 2 فصلين ليس فيهما ما يُمكن تبنيه | 16 فصلا تم فتحه 16 فصلا لم يتم فتحه (2 فصلين لم يتم فتحهما، 14 فصلا مُجمدا لم يتم فتحهم) 1 فصل مُغلق |
| 1. حرية تنقل البضائع                            | مُستوى حسن من الإعداد | مفتوح * "مُجمد"                                                                                     |
| 2. حُرية تنقل العُمال                             | مراحل مُبكرة | مفتوح * "مُجمد"                                                                                     |
| 3. حق التأسيس وحرية تقديم الخدمات               | مراحل مُبكرة | مفتوح * "مُجمد"                                                                                     |
| 4. حُرية تنقل الأموال                            | مُستوى مُتوسط من الإعداد | مفتوح                                                                                              |
| 5. المشتريات العامة                             | مُستوى مُتوسط من الإعداد | مفتوح                                                                                              |
| 6. قانون الشركة                                 | مُستوى جيد من الإعداد | مفتوح                                                                                              |
| 7. قانون الملكية الفكرية                        | مُستوى حسن من الإعداد | مفتوح                                                                                              |
| 8. سياسة المنافسة                               | مُستوى لا بأس به من الإعداد | مفتوح                                                                                              |
| 9. الخدمات المالية                              | مُستوى حسن من الإعداد | مفتوح * "مُجمد"                                                                                     |
| 10. مجتمع المعلومات والإعلام                    | مُستوى لا بأس به من الإعداد | مفتوح                                                                                              |
| 11. الفلاحة والتنمية القروية                    | مُستوى لا بأس به من الإعداد | مفتوح * "مُجمد"                                                                                     |
| 12. سلامة الغذاء والبيطرة وسياسة الصحة النباتية | مُستوى لا بأس به من الإعداد | مفتوح                                                                                              |
| 13. صيد الأسماك                                 | مراحل مُبكرة | مفتوح * "مُجمد"                                                                                     |
| 14. سياسة النقل                                 | مُستوى مُتوسط من الإعداد | مفتوح * "مُجمد"                                                                                     |
| 15. الطاقة                                      | مُستوى مُتوسط من الإعداد | مفتوح * "مُجمد"                                                                                     |
| 16. الضرائب                                     | مُستوى مُتوسط من الإعداد | مفتوح                                                                                              |
| 17. السياسة الاقتصادية والنقدية                 | مُستوى مُتوسط من الإعداد | مفتوح                                                                                              |
| 18. الإحصاء                                     | مُستوى مُتوسط من الإعداد | مفتوح                                                                                              |
| 19. السياسة الاجتماعية والتشغيل                 | مُستوى لا بأس به من الإعداد | مفتوح                                                                                              |
| 20. المقاولات والسياسة الصناعية                 | مُستوى حسن من الإعداد | مفتوح                                                                                              |
| 21. الشبكات عبر أوروبا                          | مُستوى جيد من الإعداد | مفتوح                                                                                              |
| 22. السياسة الإقليمية وتنسيق الأدوات الهيكلية   | مُستوى مُتوسط من الإعداد | مفتوح                                                                                              |
| 23. القضاء والحقوق الأساسية                     | مراحل مُبكرة | مفتوح * "مُجمد"                                                                                     |
| 24. العدل والحُرية والأمن                        | مُستوى مُتوسط من الإعداد | مفتوح * "مُجمد"                                                                                     |
| 25. العلوم والأبحاث                             | مُستوى جيد من الإعداد | مُغلق                                                                                               |
| 26. الثقافة والتعليم                            | مُستوى مُتوسط من الإعداد | مفتوح * "مُجمد"                                                                                     |
| 27. البيئة وتغير المناخ                         | مُستوى لا بأس به من الإعداد | مفتوح                                                                                              |
| 28. الصحة وحماية المستهلك                       | مُستوى حسن من الإعداد | مفتوح                                                                                              |
| 29. الاتحاد الجمركي                             | مُستوى حسن من الإعداد | مفتوح * "مُجمد"                                                                                     |
| 30. العلاقات الخارجية                           | مُستوى مُتوسط من الإعداد | مفتوح * "مُجمد"                                                                                     |
| 31. السياسة الخارجية والأمن والدفاع             | مُستوى مُتوسط من الإعداد | مفتوح * "مُجمد"                                                                                     |
| 32. المراقبة المالية                            | مُستوى حسن من الإعداد | مفتوح                                                                                              |
| 33. الأحكام المالية والميزانية                  | مُستوى لا بأس به من الإعداد | مفتوح                                                                                              |
| 34. المُؤسسات                                    | غير موجود | مفتوح *لا يوجد ما يُمكن تبنيه                                                                       |
| 35. قضايا أخرى                                  | غير موجود | مفتوح *لا يوجد ما يُمكن تبنيه                                                                       |

| المُكتسبات المُشتركة [الإنجليزية]                 | البداية                           | 2015                       | 2016                       | 2018                       | 2019                       | 2020                       |
| ----------------------------------------------- | --------------------------------- | -------------------------- | -------------------------- | -------------------------- | -------------------------- | -------------------------- |
| 1. حرية تنقل البضائع                            | يحتاج مجهودات أُخرى                | مُستوى حسن من الإعداد       | مُستوى حسن من الإعداد       | مُستوى حسن من الإعداد       | مُستوى حسن من الإعداد       | مُستوى حسن من الإعداد       |
| 2. حُرية تنقل العُمال                             | مراحل مُبكرة                       | مراحل مُبكرة                | مراحل مُبكرة                | مراحل مُبكرة                | مراحل مُبكرة                | مراحل مُبكرة                |
| 3. حق تاسيس الشركات وتقديم الخدمات              | مراحل مُبكرة                       | مراحل مُبكرة                | مراحل مُبكرة                | مراحل مُبكرة                | مراحل مُبكرة                | مراحل مُبكرة                |
| 4. حُرية تنقل الأموال                            | يحتاج مجهودات أُخرى                | مُستوى مُتوسط من الإعداد     | مُستوى مُتوسط من الإعداد     | مُستوى مُتوسط من الإعداد     | مُستوى مُتوسط من الإعداد     | مُستوى مُتوسط من الإعداد     |
| 5. المشتريات العامة                             | غير متوافق تمامًا مع المُكتسبات     | مُستوى مُتوسط من الإعداد     | مُستوى مُتوسط من الإعداد     | مُستوى مُتوسط من الإعداد     | مُستوى مُتوسط من الإعداد     | مُستوى مُتوسط من الإعداد     |
| 6. قانون الشركة                                 | يلزم بذل جهود كبيرة               | مُستوى جيد من الإعداد       | مُستوى جيد من الإعداد       | مُستوى جيد من الإعداد       | مُستوى جيد من الإعداد       | مُستوى جيد من الإعداد       |
| 7. قانون الملكية الفكرية                        | يحتاج مجهودات أُخرى                | مُستوى حسن من الإعداد       | مُستوى حسن من الإعداد       | مُستوى حسن من الإعداد       | مُستوى حسن من الإعداد       | مُستوى حسن من الإعداد       |
| 8. سياسة المنافسة                               | مراحل مُبكرة                       | مُستوى مُتوسط من الإعداد     | مُستوى لا بأس به من الإعداد | مُستوى لا بأس به من الإعداد | مُستوى لا بأس به من الإعداد | مُستوى لا بأس به من الإعداد |
| 9. الخدمات المالية                              | يلزم بذل جهود كبيرة               | مُستوى حسن من الإعداد       | مُستوى حسن من الإعداد       | مُستوى حسن من الإعداد       | مُستوى حسن من الإعداد       | مُستوى حسن من الإعداد       |
| 10. مجتمع المعلومات والإعلام                    | يحتاج مجهودات أُخرى                | مُستوى مُتوسط من الإعداد     | مُستوى مُتوسط من الإعداد     | مُستوى لا بأس به من الإعداد | مُستوى لا بأس به من الإعداد | مُستوى لا بأس به من الإعداد |
| 11. الفلاحة والتنمية القروية                    | مراحل مُبكرة                       | مُستوى لا بأس به من الإعداد | مُستوى لا بأس به من الإعداد | مُستوى لا بأس به من الإعداد | مُستوى لا بأس به من الإعداد | مُستوى لا بأس به من الإعداد |
| 12. سلامة الغذاء والبيطرة وسياسة الصحة النباتية | مراحل مُبكرة                       | مُستوى لا بأس به من الإعداد | مُستوى لا بأس به من الإعداد | مُستوى لا بأس به من الإعداد | مُستوى لا بأس به من الإعداد | مُستوى لا بأس به من الإعداد |
| 13. صيد الأسماك                                 | مراحل مُبكرة                       | مراحل مُبكرة                | مراحل مُبكرة                | مراحل مُبكرة                | مراحل مُبكرة                | مُستوى لا بأس به من الإعداد |
| 14. سياسة النقل                                 | يلزم بذل جهود كبيرة               | مُستوى مُتوسط من الإعداد     | مُستوى مُتوسط من الإعداد     | مُستوى مُتوسط من الإعداد     | مُستوى مُتوسط من الإعداد     | مُستوى مُتوسط من الإعداد     |
| 15. الطاقة                                      | يلزم بذل جهود كبيرة               | مُستوى مُتوسط من الإعداد     | مُستوى مُتوسط من الإعداد     | مُستوى مُتوسط من الإعداد     | مُستوى مُتوسط من الإعداد     | مُستوى مُتوسط من الإعداد     |
| 16. الضرائب                                     | يلزم بذل جهود كبيرة               | مُستوى مُتوسط من الإعداد     | مُستوى مُتوسط من الإعداد     | مُستوى مُتوسط من الإعداد     | مُستوى مُتوسط من الإعداد     | مُستوى مُتوسط من الإعداد     |
| 17. السياسة الاقتصادية والنقدية                 | يلزم بذل جهود كبيرة               | مُستوى مُتوسط من الإعداد     | مُستوى مُتوسط من الإعداد     | مُستوى مُتوسط من الإعداد     | مُستوى مُتوسط من الإعداد     | مُستوى مُتوسط من الإعداد     |
| 18. الإحصاء                                     | يلزم بذل جهود كبيرة               | مُستوى مُتوسط من الإعداد     | مُستوى مُتوسط من الإعداد     | مُستوى مُتوسط من الإعداد     | مُستوى مُتوسط من الإعداد     | مُستوى مُتوسط من الإعداد     |
| 19. السياسة الاجتماعية والتشغيل                 | يلزم بذل جهود كبيرة               | مُستوى مُتوسط من الإعداد     | مُستوى مُتوسط من الإعداد     | مُستوى لا بأس به من الإعداد | مُستوى لا بأس به من الإعداد | مُستوى لا بأس به من الإعداد |
| 20. المقاولات والسياسة الصناعية                 | لا توجد صعوبات كُبرى مُتوقعة        | مُستوى حسن من الإعداد       | مُستوى حسن من الإعداد       | مُستوى حسن من الإعداد       | مُستوى حسن من الإعداد       | مُستوى حسن من الإعداد       |
| 21. الشبكات عبر أوروبا                          | يلزم بذل جهود كبيرة               | مُستوى جيد من الإعداد       | مُستوى جيد من الإعداد       | مُستوى جيد من الإعداد       | مُستوى جيد من الإعداد       | مُستوى جيد من الإعداد       |
| 22. السياسة الإقليمية وتنسيق الأدوات الهيكلية   | يلزم بذل جهود كبيرة               | مُستوى مُتوسط من الإعداد     | مُستوى مُتوسط من الإعداد     | مُستوى مُتوسط من الإعداد     | مُستوى مُتوسط من الإعداد     | مُستوى مُتوسط من الإعداد     |
| 23. القضاء والحقوق الأساسية                     | يلزم بذل جهود كبيرة               | مُستوى لا بأس به من الإعداد | مُستوى لا بأس به من الإعداد | مراحل مُبكرة                | مراحل مُبكرة                | مراحل مُبكرة                |
| 24. العدل والحُرية والأمن                        | يلزم بذل جهود كبيرة               | مُستوى مُتوسط من الإعداد     | مُستوى مُتوسط من الإعداد     | مُستوى مُتوسط من الإعداد     | مُستوى مُتوسط من الإعداد     | مُستوى مُتوسط من الإعداد     |
| 25. العلوم والأبحاث                             | لا توجد صعوبات كُبرى مُتوقعة        | مُستوى جيد من الإعداد       | مُستوى جيد من الإعداد       | مُستوى جيد من الإعداد       | مُستوى جيد من الإعداد       | مُستوى جيد من الإعداد       |
| 26. الثقافة والتعليم                            | يحتاج مجهودات أُخرى                | مُستوى مُتوسط من الإعداد     | مُستوى مُتوسط من الإعداد     | مُستوى مُتوسط من الإعداد     | مُستوى مُتوسط من الإعداد     | مُستوى مُتوسط من الإعداد     |
| 27. البيئة وتغير المناخ                         | غير متوافق تمامًا مع المُكتسبات     | مُستوى مُتوسط من الإعداد     | مُستوى لا بأس به من الإعداد | مُستوى لا بأس به من الإعداد | مُستوى لا بأس به من الإعداد | مُستوى لا بأس به من الإعداد |
| 28. الصحة وحماية المستهلك                       | يحتاج مجهودات أُخرى                | مُستوى حسن من الإعداد       | مُستوى حسن من الإعداد       | مُستوى حسن من الإعداد       | مُستوى حسن من الإعداد       | مُستوى حسن من الإعداد       |
| 29. الاتحاد الجمركي                             | لا توجد صعوبات كُبرى مُتوقعة        | مُستوى حسن من الإعداد       | مُستوى حسن من الإعداد       | مُستوى حسن من الإعداد       | مُستوى حسن من الإعداد       | مُستوى حسن من الإعداد       |
| 30. العلاقات الخارجية                           | لا توجد صعوبات كُبرى مُتوقعة        | مُستوى جيد من الإعداد       | مُستوى حسن من الإعداد       | مُستوى مُتوسط من الإعداد     | مُستوى مُتوسط من الإعداد     | مُستوى مُتوسط من الإعداد     |
| 31. السياسة الخارجية والأمن والدفاع             | يحتاج مجهودات أُخرى                | مُستوى مُتوسط من الإعداد     | مُستوى مُتوسط من الإعداد     | مُستوى مُتوسط من الإعداد     | مُستوى مُتوسط من الإعداد     | مُستوى لا بأس به من الإعداد |
| 32. المراقبة المالية                            | يحتاج مجهودات أُخرى                | مُستوى حسن من الإعداد       | مُستوى حسن من الإعداد       | مُستوى حسن من الإعداد       | مُستوى حسن من الإعداد       | مُستوى حسن من الإعداد       |
| 33. الأحكام المالية والميزانية                  | لا توجد صعوبات كُبرى مُتوقعة        | مراحل مُبكرة                | مُستوى لا بأس به من الإعداد | مُستوى لا بأس به من الإعداد | مُستوى لا بأس به من الإعداد | مُستوى لا بأس به من الإعداد |
| 34. المُؤسسات                                    | لا يوجد ما يُمكن تبنيه (غير موجود) | غير موجود                  | غير موجود                  | غير موجود                  | غير موجود                  | غير موجود                  |
| 35. قضايا أخرى                                  | لا يوجد ما يُمكن تبنيه (غير موجود) | غير موجود                  | غير موجود                  | غير موجود                  | غير موجود                  | غير موجود                  |

| غير متوافق تمامًا مراحل مُبكرة/يصعب جدا تبنيها يلزم بذل جهود كبيرة | مُستوى لا بأس به من الإعداد يحتاج مجهودات أُخرى مُستوى مُتوسط من الإعداد | لا توجد صعوبات كُبرى مُتوقعة مُستوى حسن من الإعداد مُستوى جيد/جيد جدا من الإعداد |

### الدعم المالي
تتلقى تركيا مدفوعات من ميزانية الاتحاد الأوروبي كدعم سابق للانضمام إلى أن تنتهي عملية الانضمام هاته، وهي ميزانية مُخصصة حاليًا تبلغ 4.5 مليار للفترة 2014-2020 (حوالي 740 مليون يورو سنويًا). في يونيو 2017 أعلنت المحكمة الأوروبية للمراجعين وهي هيئة الرقابة المالية في الاتحاد الأوروبي، أعلنت أنها ستُحقق في فعالية أموال ما قبل الانضمام التي تلقتها تركيا منذ عام 2007 لدعم سيادة القانون والمجتمع المدني والحقوق الأساسية والديمقراطية وإصلاحات الحكم. علقت وسائل إعلام تركية قائلة «ربما يمكن أن يُفسر ذلك سبب فشل هذه الأموال على ما يبدو في أن يكون لها تأثير على جهود منع تدهور الديمقراطية في هذا البلد».

## التأثير المتوقع للانضمام

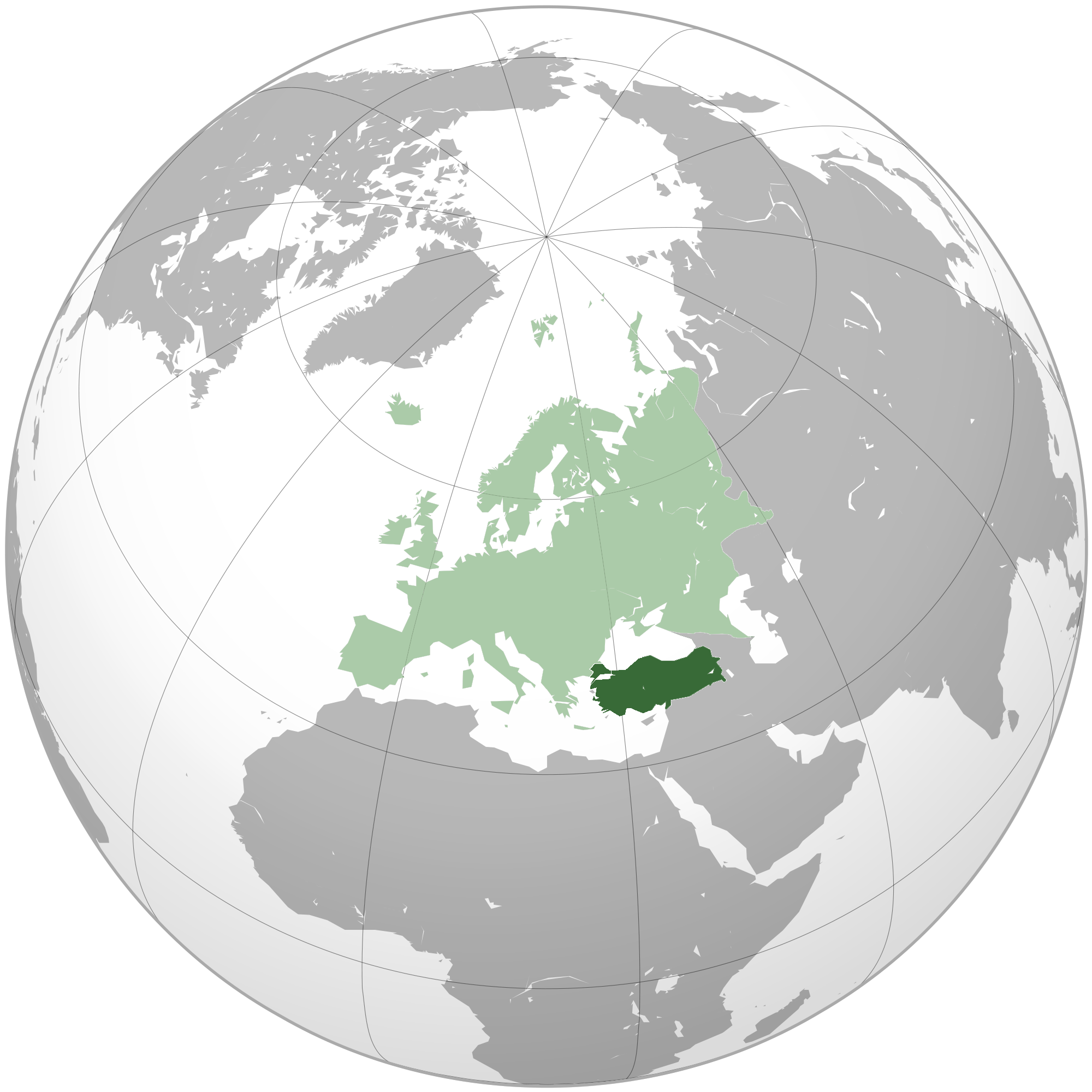
خريطة لأوروبا (باللون الأخضر الفاتح) وتركيا (باللون الأخضر الغامق)

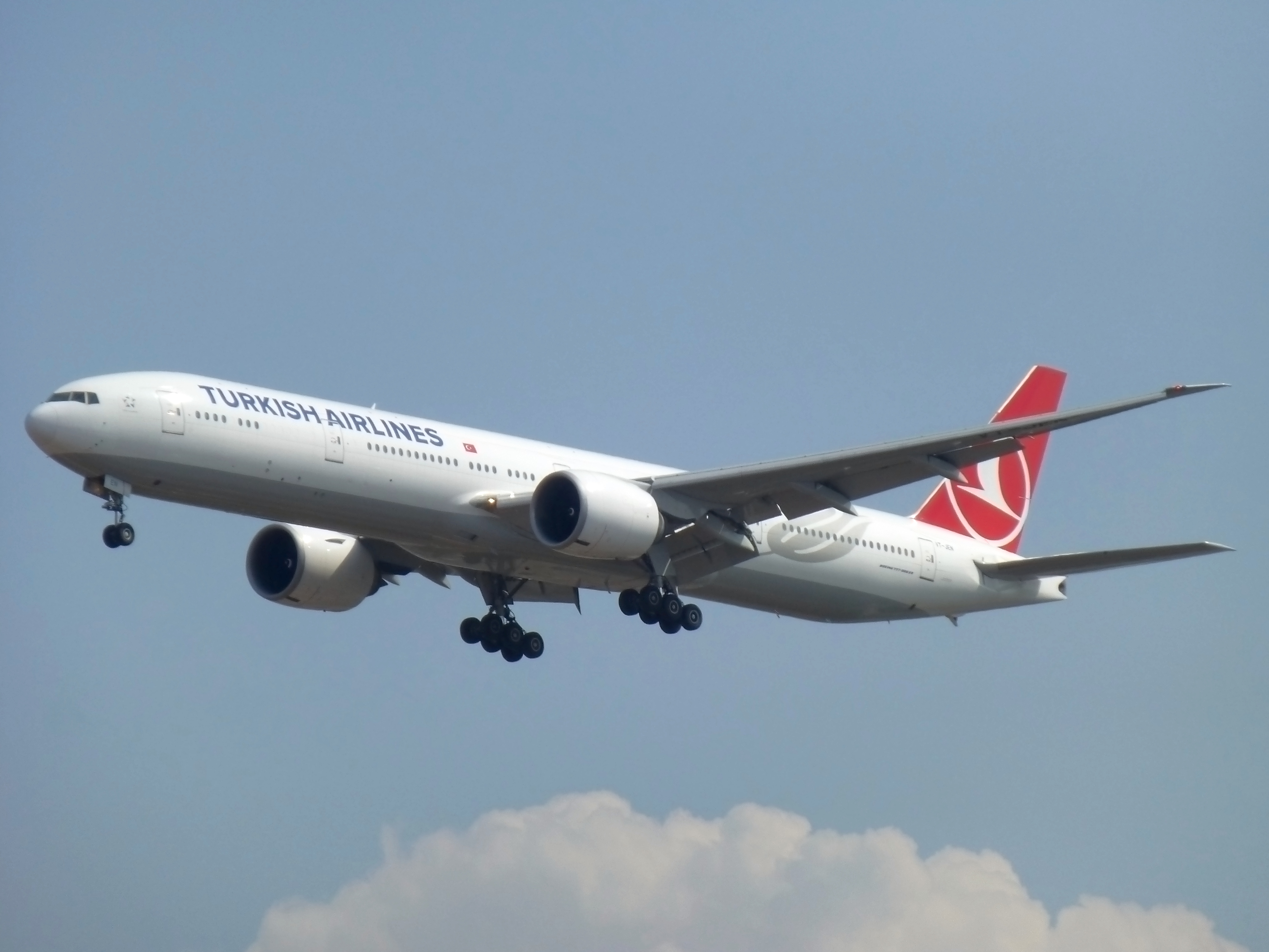
تُعد الخطوط الجوية التركية أكبر شركة طيران في العالم من حيث عدد الدول التي تُسير شركة طيران رحلات إليها ، حيث تُسير الشركة رحلات إلى 126 دولة حول العالم.

### التأثيرات على الاتحاد الأوروبي
| عدد الدول                | عدد السكان            | المساحة (كلم2)      | الناتج المحلي الإجمالي تعادل القوة الشرائية (مليار دولار أمريكي) | الناتج المحلي الإجمالي تعادل القوة الشرائية للفرد (دولار أمريكي) | اللغات  |
| ------------------------ | --------------------- | ------------------- | ---------------------------------------------------------------- | ---------------------------------------------------------------- | ------- |
| تركيا                    | 83,154,997            | 783,562             | 2,471                                                            | 29,723                                                           | التركية |
| الاتحاد الأوروبي         | 444,708,416           | 4,381,376           | 17,782                                                           | 39,858                                                           | 24      |
| الاتحاد الأوروبي + تُركيا | 527,863,413 (+18.70%) | 5,164,938 (+17.88%) | 20,253 (+13.90%)                                                 | 38,367 (−3.74%)                                                  | 25      |

تتفاقم مشكلة عضوية تركيا في الاتحاد الأوروبي بسبب تضارب الآراء حول ما يجب أن يصبح عليه الاتحاد الأوروبي في النهاية. لعب هذا دورًا مُهمًا في النقاش، ويرجع ذلك جُزئيًا إلى أزمة الديون في منطقة اليورو وحقيقة أنه نتيجة لذلك أصبحت منطقة اليورو والاتحاد الأوروبي بشكل عام مُتحدة أكثر على كل من المستويات المالية والقانونية والسياسية مما كانت عليه في الوقت الذي تم فيه قبول تركيا كمُرشح مُحتمل للانضمام للتكتل الأوروبي. بشكل عام، هؤلاء الأعضاء في الاتحاد الأوروبي الذين يدعمون كتلة التجارة الحرة القائمة على الحقوق لا يعارضون تركيا بقوة مثل أولئك الذين يدعمون اتحادًا سياسيًا أوسع. أصحاب هذا الموقف الأخير، على وجه الخصوص، قلقون من إحباط الوحدة ومن أن ضم تركيا سيُشكل تهديدا للمشروع الأوروبي.
يُجادل مؤيدو عضوية تركيا بأن هاته الأخيرة قوة إقليمية رئيسية ذات اقتصاد كبير، وأنها أيضا ثاني أكبر قوة عسكرية في حلف شمال الأطلسي بعد الولايات المتحدة، وأنها بالتالي ستُعزز مكانة الاتحاد الأوروبي كقوة عالمية ولاعب جيوستراتيجي، وستُعزز أيضا مكانة الاتحاد في سياسته الخارجية والأمنية المشتركة، بالنظر إلى الموقع الجغرافي لتركيا والروابط الاقتصادية والسياسية والثقافية والتاريخية بينها وبين مناطق ذات موارد طبيعية كبيرة وتقع في الجوار المُباشر لمجال النفوذ الجيوسياسي للاتحاد الأوروبي، وذلك مثل دُول سواحل شرق البحر الأبيض المتوسط والبحر الأسود والشرق الأوسط ودُول منطقة حوض بحر قزوين وآسيا الوسطى.
يرى وزير الخارجية السويدي [الإنجليزية] السابق كارل بيلدت بأن «انضمام تركيا سيمنح الاتحاد الأوروبي دورًا حاسمًا في تحقيق الاستقرار في الجزء الشرقي من البحر الأبيض المتوسط والبحر الأسود، وهو ما يصب بوضوح في مصلحة أوروبا الاستراتيجية». تُعد بولندا الداعم الرئيسي لمسعى تركيا للانضمام إلى الاتحاد الأوروبي، كما وأعربت المملكة المتحدة عن دعمها لهذا الانضمام سابقًا قبل مُغادرتها للاتحاد الأوروبي.
عند الانضمام إلى الاتحاد الأوروبي، ستكون تركيا بعدد سُكانها البالغ 83 مليون نسمة ثاني أكبر دولة من حيث عدد السكان بين الدول الأعضاء في البرلمان الأوروبي. تُشير التوقعات الديموغرافية إلى أن تركيا ستتفوق على ألمانيا بحلول عام 2020. ومع ذلك، فإن هذا لن يمنح تركيا ميزة في البرلمان الأوروبي، نظرًا لأن دولة واحدة يُمكنها فقط شغل 96 مقعدًا كحد أقصى في البرلمان الأوروبي.
ستُؤثر عضوية تركيا أيضًا على خطط التوسيع المُستقبلية للاتحاد، لا سيما عدد الدول التي تسعى للحصول على عضوية الاتحاد الأوروبي، حيث عارض فاليري جيسكار ديستان قبول تركيا. وأشار جيسكار إلى أن ذلك سيؤدي إلى مطالب للانضمام من قبل المغرب. رُفض طلب المغرب سابقا لأسباب جغرافية، ولكن تُركيا على عكس المغرب، تمتلك 3٪ من أراضيها في أوروبا، ويقع غالبية تُراب مدينة اسطنبول أكبر مدينة في البلاد في القارة الأوروبية. تعيش الغالبية العُظمى من سُكان تُركيا في الجانب الآسيوي من البلاد. من ناحية أخرى، انضمت قبرص إلى الاتحاد الأوروبي في عام 2004، مع أنها تقع جُغرافيا في قارة آسيا. صرح الرئيس الفرنسي الأسبق نيكولا ساركوزي في يناير 2007 أن : «توسيع أوروبا بلا حدود يُهدد بتدمير الاتحاد السياسي الأوروبي، وأنا لا أقبل ذلك... أريد أن أقول إن على أوروبا أن تمنح لنفسها حدودًا، وأنه ليس لدى كل الدول دعوة لكي تُصبح عُضوة في أوروبا، بدءًا من تركيا التي لا مكان لها داخل الاتحاد الأوروبي».
يجب أن توافق الدول الأعضاء في الاتحاد الأوروبي بالإجماع على عضوية تركيا حتى ينجح طلب انضمام هذه الأخيرة. في ديسمبر 2011، أظهر استطلاع للرأي أن ما يصل إلى 71٪ من المُشاركين في هذا الاستطلاع الذي شمل مُشاركين من دُول النمسا وجمهورية التشيك وفرنسا وألمانيا وإيطاليا وبولندا وإسبانيا والمملكة المتحدة عارضوا عضوية تركيا في الاتحاد الأوروبي. قد يعارض هذا الانضمام عدد من الدول، ولا سيما النمسا[بحاجة لمصدر] وألمانيا، حيث أن المُستشارة أنجيلا ميركل رفضت منذ فترة طويلة محاولة تركيا الانضمام، واقترحت بدلاً من ذلك "شراكة مُميزة [الإنجليزية]"، إضافة إلى فرنسا (حيث أن البعض[من؟] قلقون من احتمال ظهور موجة جديدة من المهاجرين المسلمين، بالنظر إلى الجالية المسلمة الكبيرة في البلاد).
أسفرت مُفاوضات جرت حول إزالة شرط في الدستور الفرنسي ينص على إلزامية إجراء استفتاء حين تُريد أي دولة الانضمام إلى الاتحاد الأوروبي بعد انضمام كرواتيا، أسفرت عن اقتراح جديد يتطلب استفتاء إلزاميًا على انضمام أي بلد يزيد عدد سكانه عن 5٪ من إجمالي سكان الاتحاد الأوروبي، وينطبق هذا البند بشكل أساسي على تركيا وأوكرانيا. لكن مجلس الشيوخ الفرنسي منع هذا التغيير في الدستور الفرنسي من أجل الحفاظ على علاقات جيدة مع تركيا. أما الوضع الحالي وفقا للدستور الفرنسي فهُو : إذا وافقت نسبة 3/5 من أعضاء مجلسي الشيوخ والنواب على انضمام تركيا، فلن يكون هُناك استفتاء بعد ذلك.

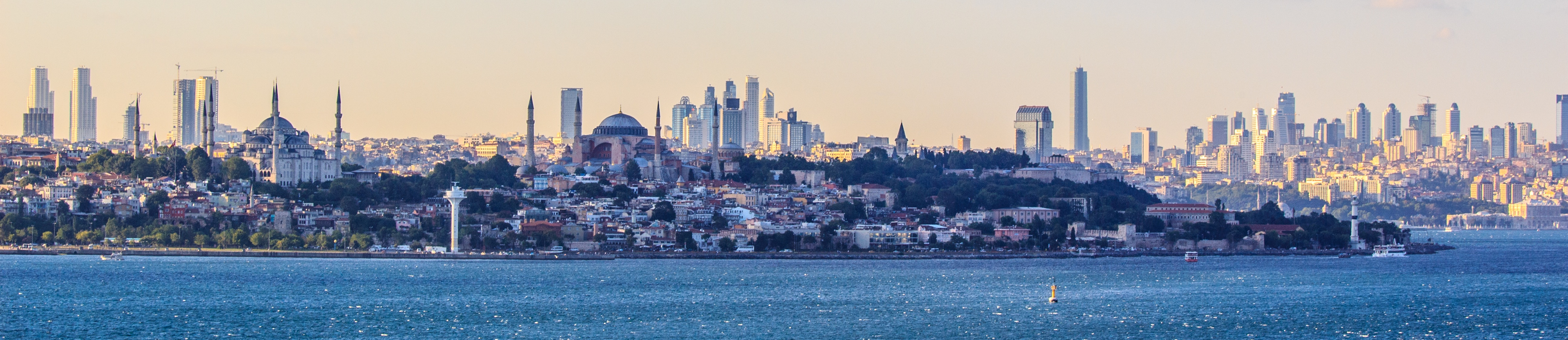
منظر للجانب الأوروبي من اسطنبول من المدخل الجنوبي لمضيق البوسفور.

### فوائد لتركيا

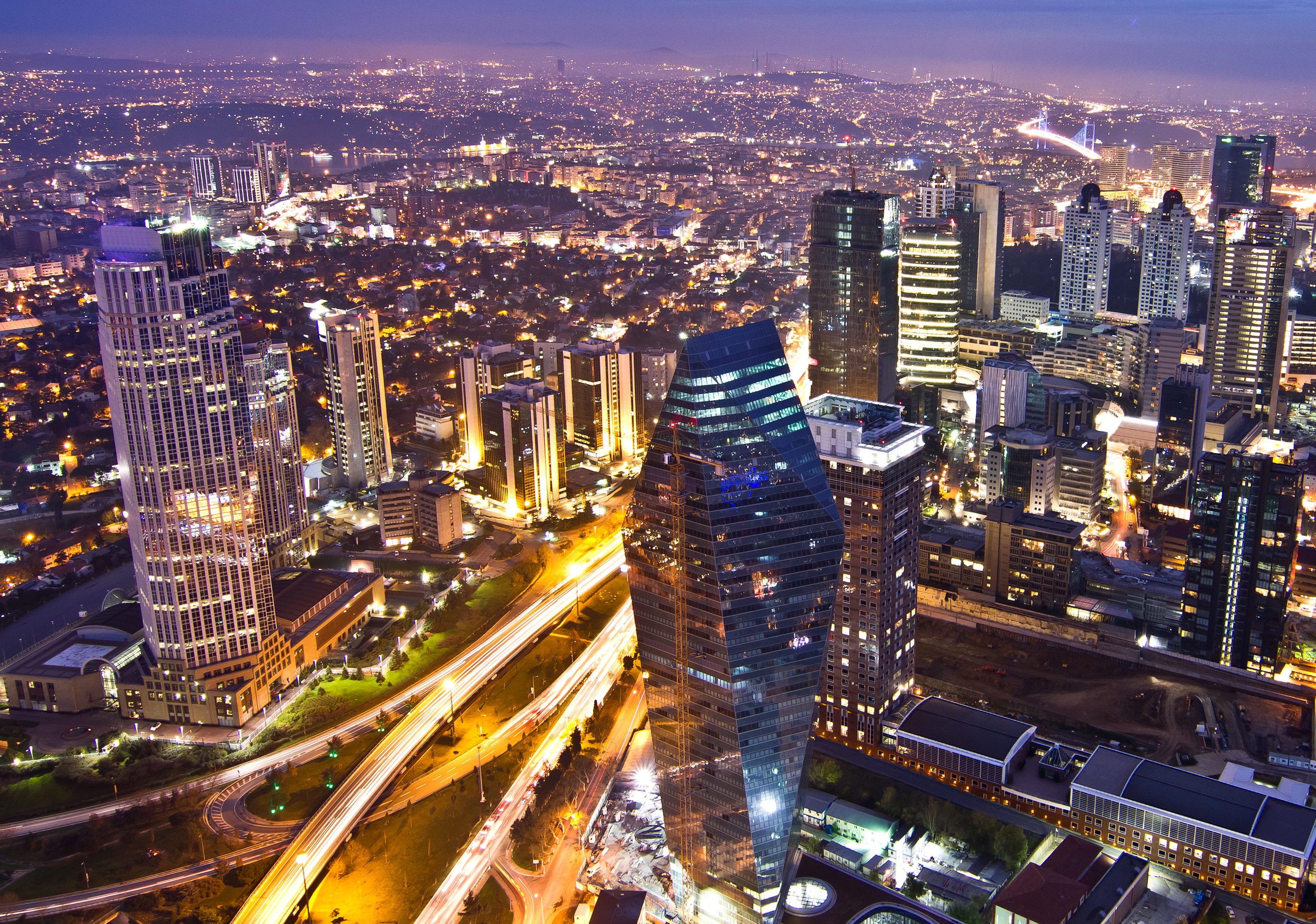
حي ليفينت في اسطنبول

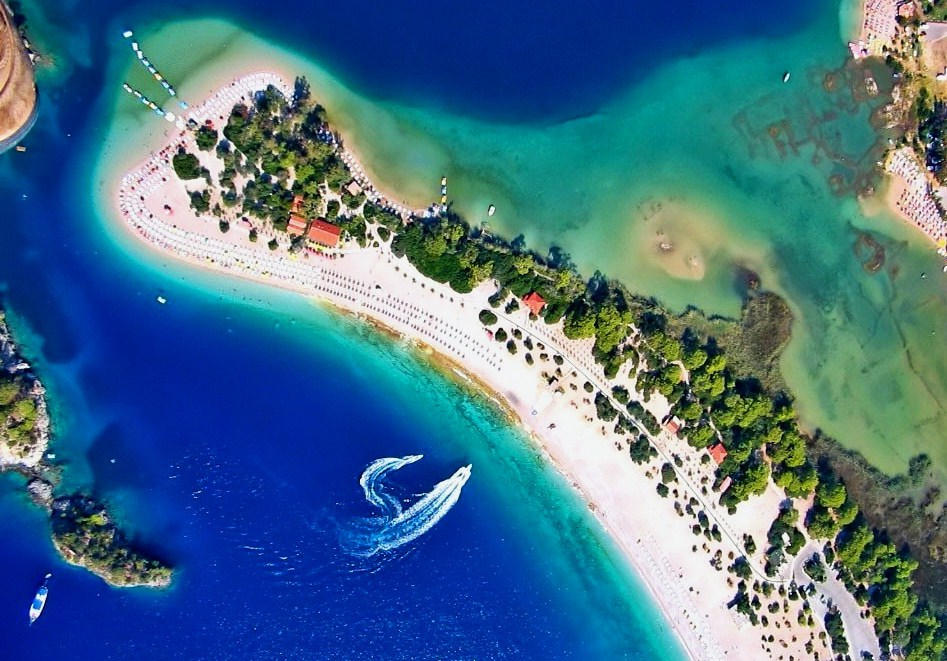
يُعد ساحل الفيروز في تركيا وجهة سياحية شهيرة.

عند انضمامها إلى الاتحاد الأوروبي، تتوقع تركيا تلقي مساعدات لتغطية التنمية الاقتصادية. هُناك أيضًا توقع بأن تكون هناك زيادة في الاستثمار الأجنبي الأوروبي في الاقتصاد التركي، مما سيؤدي إلى زيادة النمو الاقتصادي. خلال تعرض تُركيا لأزمة اقتصادية مُحتملة، يُمكن أن تستفيد البلاد من مُساعدة من الاتحاد الأوروبي.
ستمنح حرية تنقل الأشخاص عبر الاتحاد الأوروبي العديد من الأتراك فرصة للهجرة إلى أجزاء أخرى من أوروبا بحثًا عن عمل أو مستوى معيشة أعلى. سيُخفف خيار الهجرة خارج تركيا حتمًا من التوترات في شرق البلاد، حيث أن احتمالات مستوى معيشة أفضل ستميل إلى تهدئة الميول الانفصالية. ومع ذلك، كانت هناك مشاكل تتعلق بالهجرة غير النظامية العابرة عبر تركيا إلى الاتحاد الأوروبي.
يتصور بعض العلمانيين في تركيا أن انضمام البلاد سيُسهم في انتشار القيم الغربية العلمانية في تركيا. على العكس من ذلك، يعتقد بعض من غير العلمانيين في تركيا أن الانضمام سيُسهم في زيادة نمو وانتشار الإسلام في أوروبا. حفزت محاولة الانضمام إلى الاتحاد الأوروبي الإصلاحات السياسية والقانونية في تركيا وكثفت عملية التحول الديمقراطي في البلاد.
بالنظر إلى عدد سكان تركيا الكبير والمتزايد، سيكون لتركيا تمثيل كبير في البرلمان الأوروبي. سيعطي هذا تركيا تأثيرًا مباشرًا قويًا على سياسات الاتحاد الأوروبي. كما ستزيد العُضوية في الاتحاد الأوروبي من مكانة تركيا إقليمياً ودولياً.

## قضايا عضوية تركيا

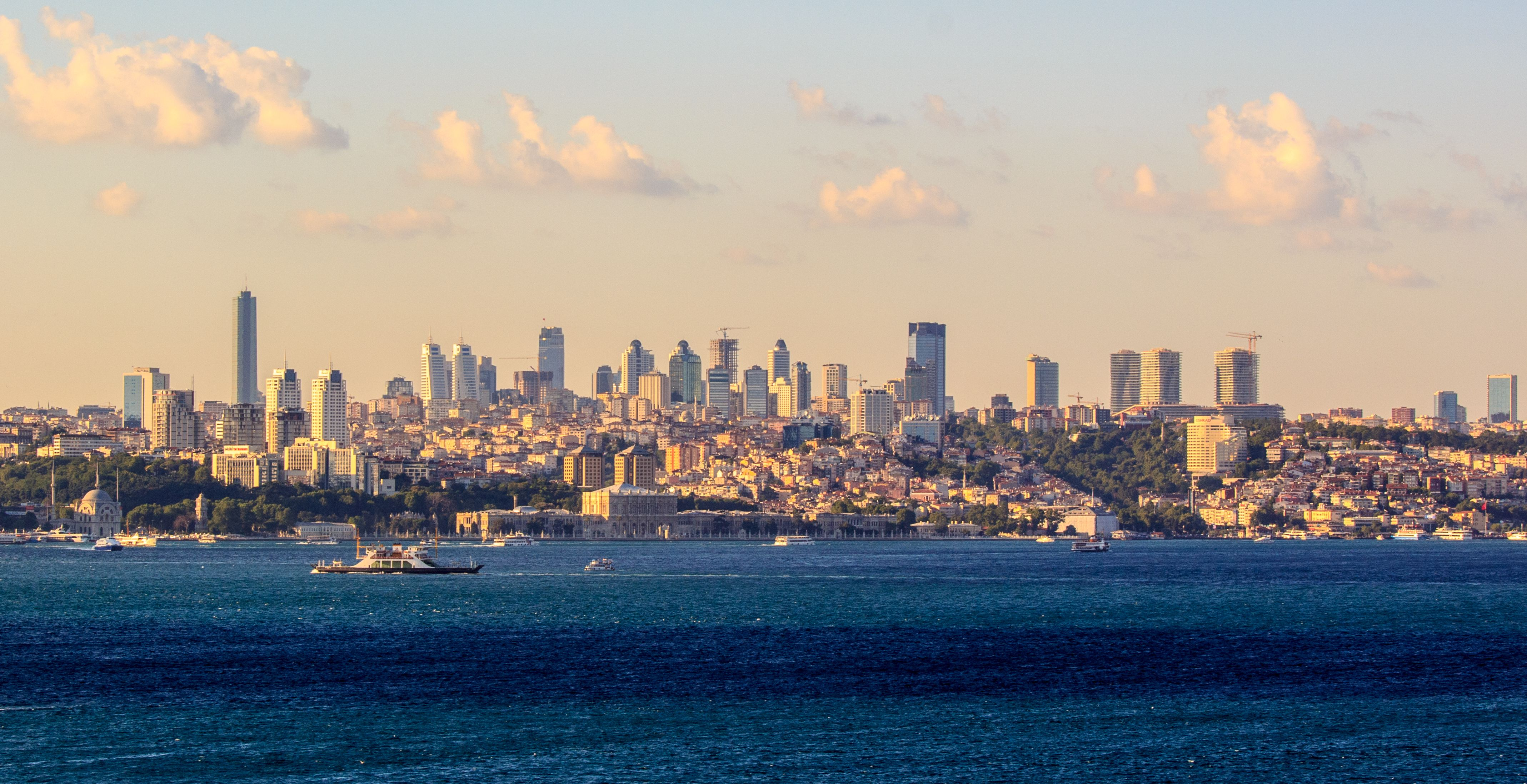
صورة لقصر طولمة باغجة وحي ليفنت التجاري من مضيق البوسفور في اسطنبول، هاته الأخيرة هي أكبر مدينة والعاصمة الاقتصادية لتركيا، وهي سابقا عاصمة كُل من الإمبراطورية الرومانية (330-395)، والبيزنطية (395-1204 و1261-1453) واللاتينية (1204–1261) والعثمانية (1453–1922) على التوالي.

### الاقتصاد
تحتل تركيا المرتبة 13 بين دُول العالم من حيث الناتج المحلي الإجمالي (تعادل القوة الشرائية)، والمرتبة 18 من حيث إجمالي الناتج المحلي الاسمي. تُركيا هي عُضو مؤسس في مُنظمة التعاون الاقتصادي والتنمية وفي مجموعة العشرين لأكبر اقتصادات العالم.
استفادت تركيا من الاتحاد الجمركي مع الاتحاد الأوروبي الذي وُقع بين الطرفين سنة 1995، لزيادة إنتاجها الصناعي المُوجه للتصدير، بينما تستفيد في الوقت نفسه من الاستثمار الأجنبي الأوروبي في البلاد. في عام 2008، بلغت صادرات تركيا 141,8 مليار دولار أمريكي، وقد كان شركاء التصدير الرئيسيون للبلاد هُم ألمانيا بنسبة 11,2٪، والمملكة المتحدة بنسبة 8٪، وإيطاليا بنسبة 6,95٪، وفرنسا بنسبة 5,6٪، وإسبانيا بنسبة 4,3٪، والولايات المتحدة بنسبة 3,88٪، فيما شكل إجمالي صادراتها لدُول الاتحاد الأوروبي نسبة 56,5٪. ومع ذلك، بلغت واردات تُركيا حوالي 204,8 مليار دولار أمريكي، مما يُهدد الميزان التجاري للبلد. أما شركاء الاستيراد الرئيسيون فهُم روسيا بنسبة 13,8٪، وألمانيا بنسبة 10,3٪، والصين بنسبة 7,8٪، وإيطاليا بنسبة 6٪، والولايات المتحدة الأمريكية بنسبة 4,8٪، وفرنسا بنسبة 4,6٪، وإيران بنسبة 3,9 ٪، والمملكة المتحدة بنسبة 3,2٪، فيما شكل إجمالي وارداتها من دُول الاتحاد الأوروبي نسبة 40,4٪، بينما شكلت وارداتها من آسيا نسبة 27٪.
وفقًا لمجلة فوربس، كانت اسطنبول سنة 2013 تضُم ما مجموعه 37 مليارديراً، واحتلت المرتبة الخامسة في العالم بعد كُل من موسكو (84 مليارديراً)، ومدينة نيويورك (62 مليارديراً)، وهونغ كونغ (43 مليارديراً)، ولندن (43 مليارديراً).
كان من المُتوقع أن تُفتتح المُحادثات المُتعلقة بشأن الفصل المُتعلق بالسياسة الاقتصادية والنقدية في يونيو 2007، لكن فرنسا أوقفت الأمر. أصبحت تركيا خامس أكبر شريك تجاري للاتحاد الأوروبي في عام 2015 وفقًا للبيانات الصادرة عن يوروستات.

من المُقرر أن تتلقى تركيا مُساعدات بقيمة 9.2 مليار يورو من خلال أداة المساعدة قبل الانضمام [الإنجليزية]، وهي آلية تمويل للبُلدان المُرشحة للانضمام إلى الاتحاد الأوروبي.

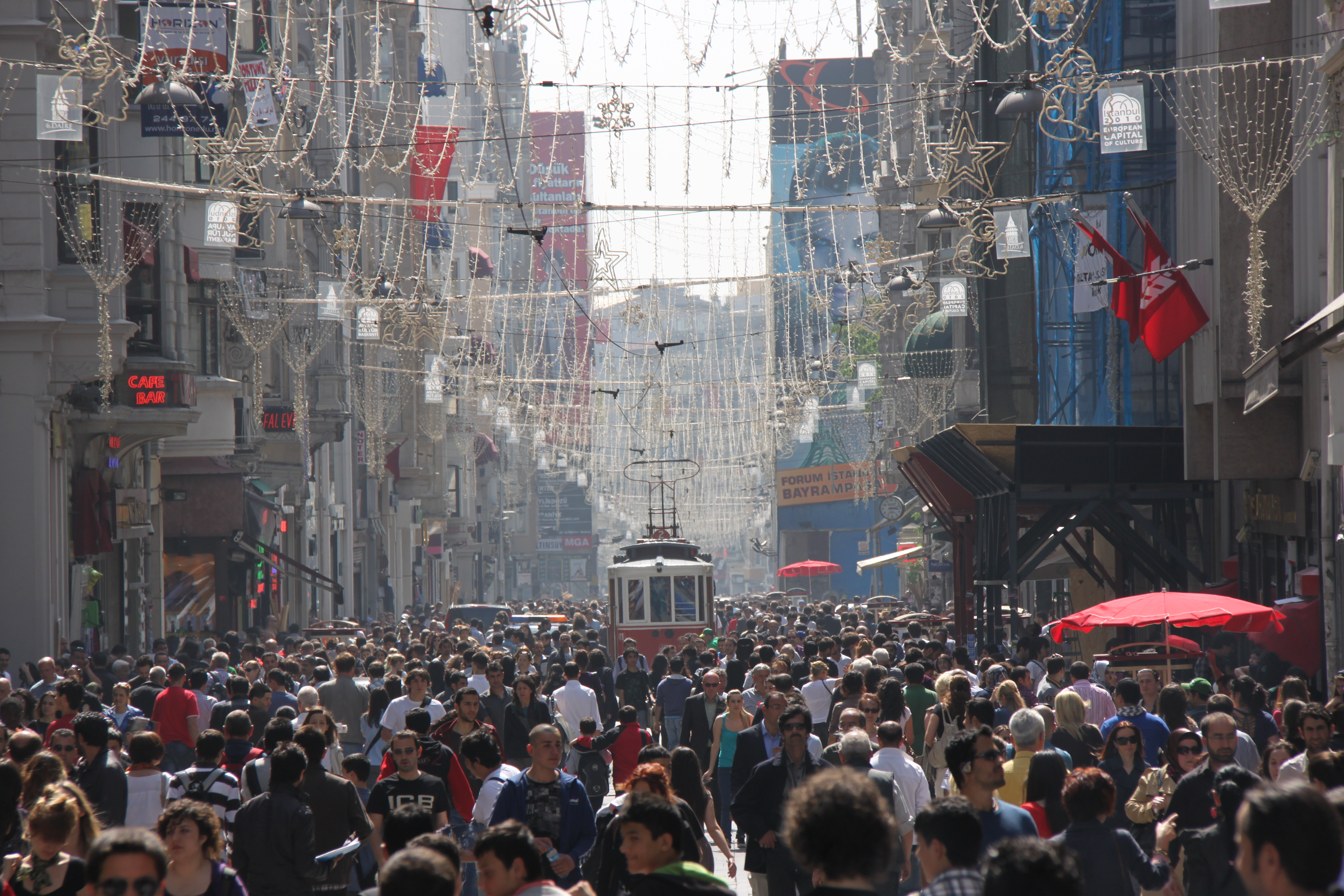
يزور شارع الاستقلال في منطقة بيوغلو العالمية في اسطنبول ما مُعدله 3 ملايين شخص خلال أيام عطلة نهاية الأسبوع.

### تعداد السكان
اعتبارا من سنة 2005، كان عدد سُكان تركيا يبلغ 71,5 مليون نسمة مع مُعدل نُمو سنوي في حدود نسبة 1,5%. نسبة مُهمة من سُكان تُركيا شباب، حيث تُشكل الفئة العمرية 0–15 سنة نسبة 25.5% من مجموع السكان. تعداد السكان المُهم في تركيا سيلعب دورا محوريا داخل المؤسسات التمثيلية الأوروبية، حيث سيحصل البلد الذي يبلغ تعداد سُكانه 80 نسمة إن انضم للاتحاد على ثاني أكبر نسبة من الأعضاء في البرلمان الأوروبي. تُشير التقديرات إلا أن تعداد السكان في تركيا سيفوق نظيره في ألمانيا بحلول سنة 2020، ما يعني أن تركيا ستحصل على الحد الأقصى من المقاعد داخل البرلمان الأوروبي (96 مقعدا) وذلك بالتساوي مع ألمانيا. 
أشارت تقديرات سنة 2018 إلى أن عدد سكان تركيا ارتفع إلى نحو 82 مليون نسمة.
إذا انضمت تركيا إلى الاتحاد الأوروبي، ستُصبح إسطنبول المدينة الأكثر اكتظاظًا بالسكان داخل الاتحاد الأوروبي.

### العلاقات الخارجية مع الدول الأعضاء في الاتحاد الأوروبي

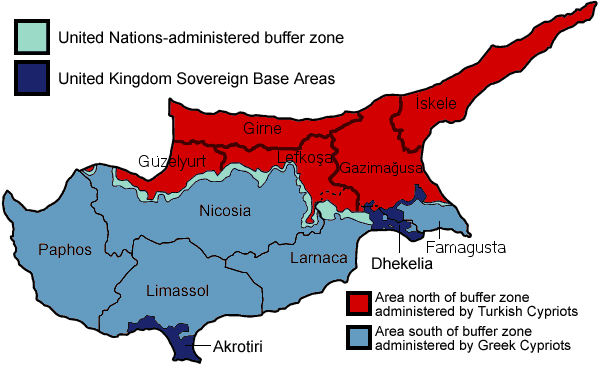
لم تحظى جمهورية شمال قبرص التركية المُعلنة من جانب واحد إلا باعتراف واحد فقط من قبل تركيا، وذلك منذ إنشائها في عام 1983. في عام 2004، منحت الجمعية البرلمانية لمجلس أوروبا صفة مراقب (بدون حق التصويت) لمُمثلي مجتمع القبارصة الأتراك.

#### قبرص
قُسمت قبرص في 20 يوليو 1974 إلى شطرين، عندما قامت تُركيا بغزو والسيطرة على ثلث الجزيرة ردا على انقلاب نفس السنة والذي قادته أثينا بهدف ضم قبرص إلى اليونان. منذ ذلك الحين، رفضت تركيا الاعتراف بجمهورية قبرص (هاته الأخيرة عضو في الاتحاد الأوروبي منذ عام 2004) باعتبارها السلطة الوحيدة على الجزيرة، وتعترف بجمهورية شمال قبرص التركية المُعلنة من جانب واحد منذ إنشائها سنة 1983. يُشكل الغزو التركي لسنة 1974 وما نتج عنه من حركة لللاجئين على جانبي الخط الأخضر، وإنشاء جمهورية شمال قبرص التركية المُعلنة من جانب واحد سنة 1983، القضايا الأساسية التي تحيط بالنزاع القبرصي حاليا.
أيدت تُركيا والقبارصة الأتراك خطة أنان لقبرص لسنة 2004 التي تهدف إلى إعادة توحيد الجزيرة، لكن القبارصة اليونانيين رفضوا الخطة لاحقًا على أساس أنها لا تلبي احتياجاتهم. وفقًا للقبارصة اليونانيين، تضمن الاقتراح الأخير الاحتفاظ بحقوق الإقامة للعديد من الأتراك الأناضول الذين انتقلوا إلى قبرص بعد الغزو (وأحفادهم الذين ولدوا في الجزيرة بعد عام 1974)، بينما القبارصة اليونانيون الذين فقدوا مُمتلكاتهم بعد الغزو التركي، لن يُمنحوا سوى حق العودة إلى الشمال حسب مُقترح إعادة توحيد الجزيرة.[بحاجة لمصدر] على الرغم من أن النتيجة تلقت الكثير من الانتقادات في الاتحاد الأوروبي أيضًا، إلا أنه تم قبول انضمام جمهورية قبرص في الاتحاد الأوروبي بعد أسبوع من الاستفتاء، وذلك في 1 مايو 2004. هذا الاستفتاء على اقتراح كوفي عنان أيده القبارصة الأتراك بنسبة 65% بينما عارضه القبارصة اليوانانيون بنسبة 74%.
رفضت الحكومة التركية الاعتراف رسميًا بجمهورية قبرص، وقد جعلت رفع الحصار السياسي والاقتصادي عن الجمهورية التركية لشمال قبرص شرطا ضروريا قبل اعترافها بهاته الجمهورية. أدى عدم اعتراف تركيا بجمهورية قبرص إلى تعقيدات داخل الاتحاد الجمركي، حيث أنه وبموجب الاتفاقيات الجمركية التي وقعتها تركيا بالفعل كشرط مسبق لبدء مفاوضات عضوية الاتحاد الأوروبي في عام 2005، فهي مُلزمة بفتح موانئها أمام الطائرات والسفن القبرصية، لكن تركيا لم تمتثل لذلك حتى الآن، وقد رفضت القيام بذلك إلى حين تخفيف الاتحاد الأوروبي من عُزلته الدولية على شمال قبرص. في فبراير 2013، صرح وزير الاتحاد الأوروبي التركي إجمين باغيش في خطاب مُوجه لجمهورية قبرص: "إذا كنتُم تريدون حقًا الخلاص، وتريدون السلام حقًا، فعلى الدول الأعضاء في الاتحاد الأوروبي إزالة حصارها على مطار إركان الدولي [الإنجليزية]، ومن تم ستفتح تركيا لكُم موانئها".
دفع رفض تركيا تنفيذ اتفاقية تجارية بين تركيا والاتحاد الأوروبي تُطالب الحكومة التركية بالسماح لسفن القبارصة اليونانيين باستخدام موانئها الجوية والبحرية، بالاتحاد الأوروبي إلى تجميد ثمانية فصول في محادثات انضمام تركيا.
في نوفمبر 2009، أعلن نائب رئيس الوزراء التركي جميل جيجيك أنه إذا أُجبرت تركيا على الاختيار بين دعم عضوية الاتحاد الأوروبي أو القبارصة الأتراك، «[حينها] سيكون اختيار تركيا إلى الأبد إلى جانب القبارصة الأتراك. يجب على الجميع فهم هذا.»

#### اليونان
كانت قضية العضوية التركية موضع جدل في اليونان. أظهر استطلاع للرأي أُجري سنة 2005 أن 25٪ فقط من اليونانيين يعتقدون أن تركيا لها مكان في الاتحاد الأوروبي. صرح رئيس الوزراء اليوناني السابق كوستاس كارامانليس في ديسمبر 2006، بأن العُضوية التركية في الاتحاد الأوروبي لا يمكن أن تُبنى إلا على «الامتثال الكامل، والانضمام الكامل». في سنة 2005، أشارت المُفوضية الأوروبية إلى العلاقات بين تركيا واليونان على أنها «مُستمرة في التطور بشكل إيجابي»، بينما أشارت أيضًا إلى عائق رئيسي أمام التقدم وهو مطالبة تركيا المُستمرة «كذريعة للحرب» بشأن نزاع حول حدود المياه الإقليمية. في سبتمبر 2017، ذكر رئيس الوزراء اليوناني أليكسيس تسيبراس، أن وقف محادثات الانضمام مع تركيا سيكون خطأ استراتيجيًا من قبل الاتحاد الأوروبي، وسط حرب كلامية تدور رحاها بين ألمانيا وتركيا. كما حث رئيس الوزراء اليوناني السابق جورج باباندريو، قادة الاتحاد الأوروبي على إبقاء الأبواب مفتوحة أمام تركيا ومواصلة الحوار مع الحكومة التركية، في إشارة واضحة إلى دعوات المُستشارة الألمانية أنجيلا ميركل إلى تعليق محادثات الانضمام مع تركيا.

### الدين

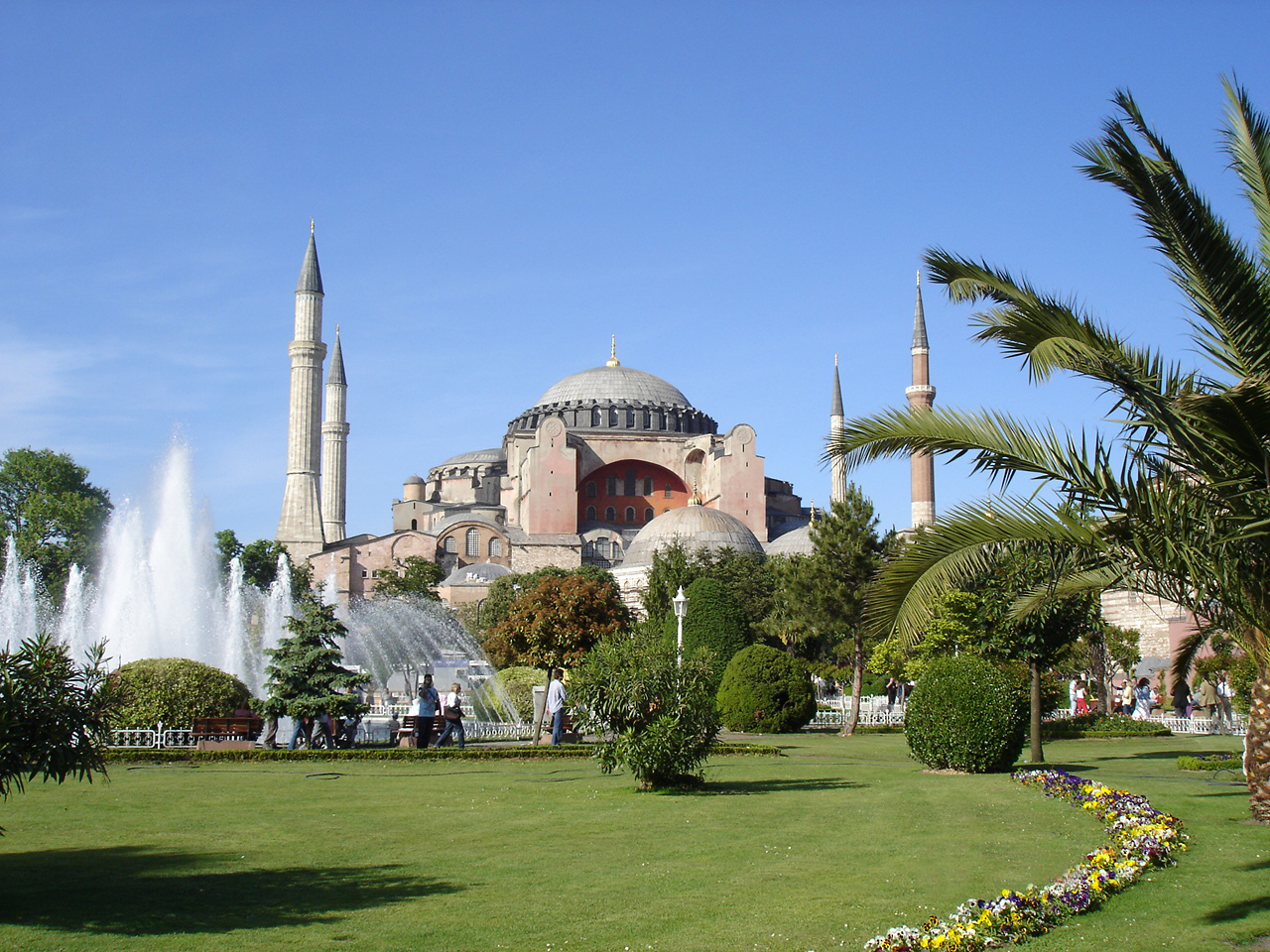
مسجد آيا صوفيا، كان في الأصل كنيسة، وقد بُنيت هاته الأخيرة في القرن السادس (532-537) في مدينة القسطنطينية (إسطنبول حاليا)، من طرف الإمبراطور البيزنطي جستنيان الكبير، وقد كانت أكبر كاتدرائية في العالم لما يقرب من ألف عام، إلى حين الانتهاء من بناء كاتدرائية إشبيلية (كانت في الأصل مسجدا) سنة 1507 في إسبانيا.

ينُص دستور تركيا على علمانية الدولة، وأن ليست هُناك ديانة «رسمية» للدولة، على الرغم من أن رئيس رئاسة الشؤون الدينية التركية (حاليًا علي أرباش) هو مُوظف حكومي. 82٪ من سُكان تركيا مُسلمون، منهم أكثر من 70٪ ينتمون إلى المذهب السني للإسلام، مع وجود أقلية تنتمي للمذهب الشيعي العلوي. وجدت دراسة منفصلة نُشرت سنة 2020 أن 90٪ من الأتراك مسلمون. في حال انضمامها، ستكون تركيا الدولة الأولى والوحيدة ذات الأغلبية المُسلمة التي تنضم أو تنتمي إلى الاتحاد الأوروبي. بينما تضُم دول الاتحاد الأوروبي الحالية عادةً أقليات مُسلمة كبيرة، يُعتقد أن المسيحيين يُشكلون 0,2٪ فقط من سكان تركيا، وهي نسبة أقل بكثير من أي عضو حالي.
لا تتضمن استطلاعات التعداد السكاني الرسمية في تركيا معلومات تتعلق بالمُعتقد الديني للشخص أو الخلفية العرقية بسبب اللوائح التي حددها الدستور التركي، والتي تُحدد جميع مواطني جمهورية تركيا على أنهم أتراك من حيث الجنسية، بغض النظر عن العقيدة أو العرق.
هناك تقليد للعلمانية في تركيا. ليس للدولة دين رسمي ولا تُروج لأي دين. يعترف الدستور بحُرية الاعتقاد للأفراد، بينما توضع الطوائف الدينية تحت حماية الدولة، لكن الدستور ينُص صراحة على أنهم لا يستطيعون المُشاركة في العملية السياسية (من خلال تشكيل حزب ديني على سبيل المثال) أو إنشاء مدارس دينية. لا يمكن لأي حزب أن يدعي أنه يُمثل شكلاً من أشكال المعتقد الديني، ومع ذلك، يتم تمثيل الحساسيات الدينية بشكل عام من خلال الأحزاب المُحافظة. تحظُر تركيا بموجب القانون ارتداء الحجاب والملابس الرمزية السياسية الدينية لكلا الجنسين في المباني الحكومية والمدارس والجامعات. وقد أيدت الغُرفة الكبرى للمحكمة الأوروبية لحقوق الإنسان هذا الحظر في القضية التي رفعتها طالبة الطب ليلى شاهين ضد. تركيا [الإنجليزية] في 10 نوفمبر 2005. إلا أنه وفي سنة 2010، رُفع الحظر على ارتداء الحجاب في الجامعات.

### الاعتراف بالإبادة الجماعية للأرمن
في عام 2004، صرح وزير الخارجية الفرنسي ميشيل بارنييه أنه يجب على تركيا الاعتراف بالمذابح المنهجية للأرمن في عام 1915 على أنها إبادة جماعية. ومع ذلك، أصر بارنييه على أنه وبالرغم من أن فرنسا لم تضع شرطا مُسبقا للانضمام إلى الاتحاد الأوروبي فيما يتعلق بهاته المسألة، فقد ذكر أن فرنسا ستثير هذه المسألة أثناء المفاوضات. صرح رئيس البرلمان الأوروبي مارتن شولتز أنه يجب أن يكون شرطًا مسبقًا لتُركيا أن تعترف بالمذابح المنهجية للأرمن في عام 1915 على أنها إبادة جماعية.
ترفض حكومة تركيا مثل هذا الشرط المُسبق لعضوية الاتحاد الأوروبي ولا تقبله كجُزء من معايير العضوية في الاتحاد الأوروبي. في سنة 2006، صوت البرلمان الأوروبي رسميا ضد اقتراح بإضافة هذا الاعتراف كمعيار لعُضوية لتركيا. كما رفض البرلمان الأوروبي سنة 2011 اقتراحًا مُشابهًا تقدم به أعضاء في البرلمان الأوروبي من اليونان وقبرص.

### حقوق المثليين
في انتهاك لتوجيهات الاتحاد الأوروبي بشأن حقوق الإنسان، حظرت تركيا مسيرات لنُشطاء حقوق المثليين في 2015 و2016. وقد كانت أسباب المنع تتمثل في مخاوف أمنية وحساسيات دينية بسبب إقامة المسيرة في شهر رمضان.

### المادة 301
تنص المادة 301 على أن «أي شخص يُهين علانية الأمة التركية، أو دولة جمهورية تركيا، أو الجمعية الوطنية لتُركيا، يُعاقب بالسجن لمُدة تتراوح بين ستة أشهر وسنتين» كما تنُص على أن «التعابير عن الرأي التي يُقصد منها النقد لا تُشكل جريمة».
انتقد الاتحاد الأوروبي هذا القانون بشكل خاص أثناء مُحاكمة الروائي أورهان باموق في سبتمبر 2005 بسبب تعليقات له حول مقتل ثلاثين ألف كردي ومليون أرمني. وصف مُفوض التوسيع أولي رين وأعضاء البرلمان الأوروبي القضية بأنها «مُؤسفة» و«مؤسفة للغاية» و«غير مقبولة». بعد إسقاط القضية بعد ثلاثة أشهر، أشار وزير الخارجية التركي عبد الله غول إلى أن تركيا قد تتخلى عن المادة 301 أو تُعدلها، مُشيرًا إلى أنه «قد تكون هناك حاجة لقانون جديد». في سبتمبر 2006، دعا البرلمان الأوروبي إلى إلغاء القوانين، مثل المادة 301، «والتي تُهدد معايير حرية التعبير الأوروبية». في 30 أبريل 2008، عُدل هذا القانون. وبحسب الإصلاح الجديد للقانون، فإن إهانة «الأمة التركية» صراحةً وليس «الهُوية التركية» يُعد جريمة. يتطلب فتح القضايا على أساس المادة 301 مُوافقة وزير العدل، وقد تم تخفيض العُقوبة القُصوى إلى سنتين في السجن.
كان كمال كيرينشسيز، وهُو محامٍ قومي متطرف، وأعضاء آخرون في نقابة الحقوقيين الكبرى برئاسة كيرينشسيز، كانوا «وراء كُل محاكمات [المادة 301] تقريبًا». في يناير 2008، قُبض على كيرينشسيز لمُشاركته في منظمة سرية قومية مُتطرفة تُدعى إرغينيكون، بزعم مسؤولية هاته المُنظمة عن الهجمات على مجلس الدولة التركي وصحيفة جمهوريت، واغتيال العديد من المُبشرين المسيحيين والصحفي الأرمني التركي هرانت دينك، بالإضافة إلى التآمر المزعوم لاغتيال الحائز على جائزة نوبل أورهان باموق.

### حقوق المرأة

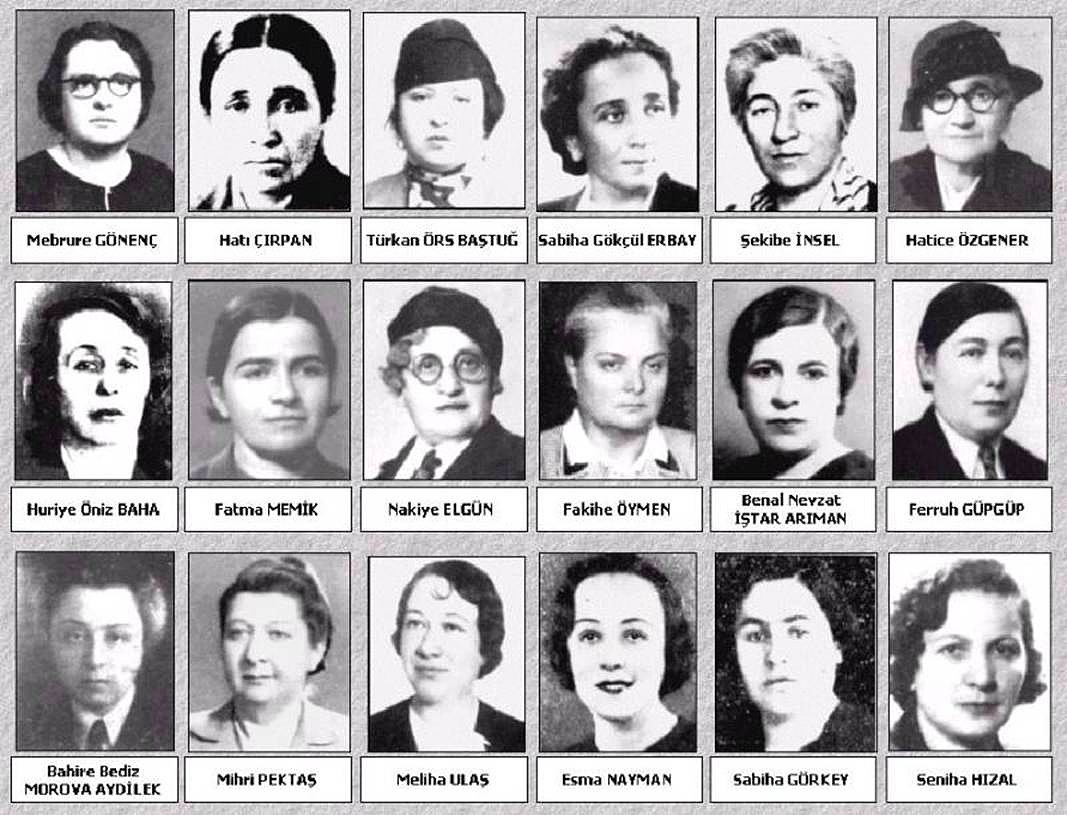
انتُخبت 18 امرأة كنائبات برلمانيات في البرلمان التركي خلال الانتخابات العامة التي أُجريت سنة 1935، في وقت كانت فيه النساء في عدد كبير من البُلدان الأوروبية الأخرى لهُن حق التصويت في الانتخابات البلدية المحلية، ولكن ليس الانتخابات البرلمانية الوطنية. في عام 1993 أصبحت تانسو تشيلر أول امرأة تتولى رئاسة الوزراء في تركيا.

أعطت تركيا المرأة حق التصويت في عام 1930 في الانتخابات البلدية. وفي عام 1934 وُسع هذا الحق ليشمل الانتخابات الوطنية، في حين مُنحت المرأة الحق أيضا في أن تُنتخب كنائبة في البرلمان التركي، والحق في أن تُعين في مناصب عُليا مثل التعيين في مناصب وزارية، وفي منصب رئاسة الوُزراء ورئاسة مجلس النواب ورئاسة الجمهورية. في عام 1993 أصبحت تانسو تشيلر أول امرأة تتولى رئاسة الوزراء في تركيا.
أكد البرلمان الأوروبي في تقريره الثاني حول دور المرأة في الحياة الاجتماعية والاقتصادية والسياسية في تركيا، أن احترام حقوق الإنسان، بما في ذلك حقوق المرأة، هو شرط أساسي لعضوية تركيا في الاتحاد الأوروبي. ووفقًا للتقرير، فإن الإطار القانوني التركي لحقوق المرأة «كان مًرضيًا بشكل عام، لكن تنفيذه الموضوعي لا يزال معيبًا».

### معارضو الخدمة العسكرية
تُعد تركيا إلى جانب أذربيجان هُما الدولتين الوحيدتين من بين 47 عضوًا في مجلس أوروبا اللتان ترفضان الاعتراف بوضع المستنكفين ضميريًا أو منحهم بديلاً للخدمة العسكرية.

### الجغرافيا
تُعد تركيا بلدا عابرا للقارات، حيث تنتمي جُغرافيا لكُل من قارتي آسيا وأوروبا. تقع 97٪ من أراضي تركيا في آسيا، و3٪ فقط من أراضيها تقع في أوروبا. يقع جزء صغير فقط من تركيا في شبه جزيرة البلقان في جنوب شرق أوروبا. يعيش غالبية سكان البلاد داخل الجزء الآسيوي الأكبر في شبه جزيرة الأناضول، التي تقع في منطقة الشرق الأوسط (غرب آسيا). أما أكبر مدينة في البلاد إسطنبول، فيقع جُزء منها في آسيا وجُزء آخر في أوروبا. يضُم الجانب الآسيوي من البلاد أيضًا مدينة أنقرة التي هي عاصمة الدولة وثاني أكبر مدينة. كان قُبول عُضوية تركيا في الاتحاد الأوروبي التي تقع بالكامل تقريبًا خارج أوروبا، قضية مُثيرة للجدل منذ بداية محادثات الانضمام.

## ردود الفعل العامة

### في الاتحاد الأوروبي
يعارض الرأي العام في دول الاتحاد الأوروبي بشكل عام العضوية التركية، وإن بدرجات متفاوتة من الحدة. أظهر استطلاع أجرته يوروباروميتر خلال الفترة سبتمبر- أكتوبر 2006، أن 59٪ من مُواطني دُول الاتحاد الأوروبي الـ27 يعارضون انضمام تركيا إلى الاتحاد الأوروبي، بينما يؤيد ذلك حوالي 28٪ فقط. أعرب جميع المواطنين تقريبًا (حوالي 9 من كل 10) عن مخاوفهم بشأن حقوق الإنسان باعتبارها السبب الرئيسي. في وقت سابق من مارس-مايو 2006 وفي استقصاء ليوروباروميتر دائما، أيد المواطنون من الدول الأعضاء الجديدة في الاتحاد انضمام تركيا (44٪ لصالح) أكثر من مُواطني الدول الخمسة عشر المُنضمة للاتحاد ما قبل سنة 2004 (38٪ لصالح). في وقت إجراء المسح، كانت النمسا هي الدولة التي عارض سُكانها بشدة عضوية تركيا وذلك بنسبة 81٪، بينما كانت رومانيا الأكثر تأييدًا للانضمام بنسبة 66٪. على نطاق سياسي أوسع، يأتي أعلى دعم من المُجتمع القبرصي التركي بنسبة تأييد 67٪، وهاته النسبة هي أكثر من الشعب التركي نفسه، والذي سجلت فيه نسبة التأييد 54٪. أما في الدنمارك، فقد عارض سُكانها انضمام تركيا بنسبة 60٪ في أكتوبر 2007، على الرغم من دعم الحكومة الدنماركية لطلب تركيا الانضمام إلى الاتحاد الأوروبي.
بدأت نسبة دعم عُضوية تُركيا في الانخفاض مُنذ عام 2000 واستمرت في ذلك أيضا خلال عمليات التطهير في تركيا التي بدأت سنة 2016. في الماضي، كانت نسبة كبيرة من الدعم لانضمام تركيا تأتي بشكل خاص من الأحزاب اليسارية، ولكن مُؤخرًا وجه كلا الجانبين المُشكلين للطيف السياسي في أوروبا انتقادات شديدة لسجل تركيا في مجال حقوق الإنسان. تُعد مُعارضة انضمام تركيا أعلى في دول مثل بلغاريا وألمانيا بالرغم من أن بهاته الدولتين عدد كبير من الجالية التركية والجالية المُسلمة.

### في تركيا
استقبلت تركيا افتتاح مُحادثات العضوية مع الاتحاد الأوروبي في ديسمبر 2004 بضجة كبيرة، لكن الشعب التركي أصبح مُتشككًا بشكل متزايد حيث تأخرت المفاوضات بناءً على ما يعتبره دعمًا فاترًا لانضمام البلد إلى الاتحاد الأوروبي وبناء أيضا على ما يراه معايير مزدوجة في مُفاوضات الاتحاد خاصة فيما يتعلق بالاستفتاءين الفرنسي والنمساوي. أظهر استطلاع ليوروباروميتر في مُنتصف 2006 أن 43٪ من المواطنين الأتراك ينظرون إلى الاتحاد الأوروبي بشكل إيجابي، بينما 35٪ فقط يثقون في الاتحاد الأوروبي، و45٪ يؤيدون التوسيع، فيما 29٪ فقط يؤيدون دستور الاتحاد الأوروبي.
علاوة على ذلك، فإن الأتراك مُنقسمون بشأن الانضمام. أظهر استطلاع للرأي أُجري سنة 2007 أن نسبة 41,9٪ مُؤيدة للانضمام التركي للاتحاد الأوروبي (ارتفعت النسبة من 32٪ سنة 2006)، بينما تُعارض الانضمام نسبة 27,7٪، فيما نسبة 24,0٪ من الآراء غير مُبالية بتاتا. أظهر استطلاع أُجري سنة 2009 أن نسبة التأييد للانضمام إلى الاتحاد الأوروبي ارتفعت إلى 48٪، فيما ارتفعت نسبة الآراء السلبية تجاه الاتحاد الأوروبي من 28٪ إلى 32٪. أظهر استطلاع للرأي أُجري سنة 2013 أن ثلث السكان يدعمون طلب انضمام تركيا للاتحاد الأوروبي، بينما تُعارض نسبة الثلثين ذلك.
وفقًا لمسح أجرته «اتجاهات عبر الأطلسي» (بالإنجليزية: Transatlantic Trends)‏ سنة 2013، فإن 60٪ من الأتراك لديهم وجهة نظر سلبية تجاه الاتحاد الأوروبي، ويعتقد معظمُهم أن العمل مع آسيا أكثر أهمية لمصالحهم الوطنية من العمل مع أوروبا. يعتقد حوالي 44٪ من الأتراك أن عضوية الاتحاد الأوروبي يمكن أن تكون مفيدة للاقتصاد، على عكس 61٪ لمواطني الاتحاد الأوروبي. خلال مقابلة مع «يوراكتيف»، صرح وزير الاتحاد الأوروبي إيجمن باغيش: «هذا ما تحتاج أوروبا فعله ؛ يجب أن يقولوا أنه عندما تفي تركيا بجميع المُتطلبات، ستصبح تركيا عضوًا في الاتحاد الأوروبي في التاريخ X. سنحصل على دعم الرأي العام التركي خلال يوم واحد».

## الآراء الرسمية

### وجهات النظر الحالية الرئيسية
- وعد المُرشحان لرئاسة المُفوضية الأوروبية خلال انتخابات سنة 2014 جان كلود يونكر عن حزب الشعب الأوروبي ومارتن شولتز عن التحالف التقدمي للاشتراكيين والديمقراطيين بأن تُركيا لن تنضم أبدا إلا الاتحاد الأوروبي ما دام واحد منهُما رئيسا للمُفوضية الأوروبية، وذلك بسبب أن تُركيا أدارات ظهرها عن القيم الديمقراطية الأوروبية.[169] فاز يونكر بالانتخابات وصار رئيسا للمُفوضية الأوروبية ابتداء من 1 نوفمبر 2014. وقد أعاد تأكيد موقفه لاحقا[متى؟] حيث قال:[170]

- من بين الأسباب الرئيسية لطلبات لتُركيا المُستمرة بغرض الانضمام للاتحاد الأوروبي، هي الجالية التركية الكبيرة في أوروبا وحجم التجارة الثنائية بين الجانبين. مع ذلك، تشعر تركيا بخيبة أمل مُتزايدة من المُعارضة الواسعة لانضمامها بين الدول الأعضاء في الاتحاد الأوروبي. في سبتمبر 2012، سُئل رئيس الوزراء التركي حينها رجب طيب أردوغان من قبل شبكة سي إن إن عما إن كانت تُركيا لا تزال ترغب في الانضمام للاتحاد الأوروبي. كان جوابه كالتالي: «هُناك 5 ملايين تركي في أوروبا و3 ملايين في ألمانيا لوحدها. نحن عضو طبيعي في الاتحاد الأوروبي. طلبت ألمانيا العمالة التركية مُنذ 50 سنة مضت، ومع ذلك مرت 50 سنة ولا زلنا ننتظر على عتبة الاتحاد الأوروبي. لم تشهد أي دولة أخرى مثل هذا الأمر. سوف نتحلى بالصبر حتى نقطة ما. ومع ذلك، عندما نتجاوز هذه النقطة، فإننا سنُسلط الضوء على الموقف ونُقرر وفقًا لذلك.»[171] خلال رحلة إلى يالطا، أعرب أردوغان عن خيبة أمله الشديدة فيما يتعلق بعملية الانضمام إلى الاتحاد الأوروبي قائلا: «نحن ما زلنا دولة مُرشحة للانضمام. في مثل هذا الموقف، أتمنى الانضمام إلى الاتحاد الأوروبي. خلاف ذلك، سيُؤثر هذا السيناريو على منطقة كبيرة بما في ذلك أوكرانيا وتركيا.»[172]
- عارضت المُستشارة الألمانية أنغيلا ميركل مرات عديدة خلال القمم الألمانية التركية عُضوية كاملة لتُركيا داخل الاتحاد الأوروبي، مُقترحة بدل ذلك وضع «شراكة مُميزة».[173][174] يُؤيد بعض المسيحيين الديمقراطيين دعمهم الكامل لتركيا، ويخاطرون بذلك بأن تُصبح المستشارة معزولة أكثر في دعوتها لوضع «الشراكة المُميزة».[175] في سبتمبر 2011، وبمُناسبة زيارة قام بها الرئيس التركي عبد الله غل إلى ألمانيا، صرحت ميركل: «لا نريد عضوية كاملة لتركيا. لكننا لا نريد أن نخسر تركيا كدولة مهمة»، في إشارة إلى فكرتها عن الشراكة المُتميزة.[174] في 2006، صرحت المُستشارة ميركل بأن «تركيا قد تكون في مأزق عميق وعميق عندما يتعلق الأمر بتطلعاتها للانضمام إلى الاتحاد الأوروبي»، وذلك فيما يتعلق برفض تُركيا فتح موانئها أمام دولة قبرص العُضو في الاتحاد الأوروبي.[176] مُجددا في 2014، عندما حث أردوغان ميركل على دعم انضمام بلاده بقوة، لكن لم يكن هناك ما يشير إلى أن المستشارة تخلت عن شكوكها. وقد صرحت هاته الأخيرة بعد مُحادثات مع أردوغان: «أنا شخصياً قلت إننا في عملية مفاوضات لها نتيجة معينة وليس لها إطار زمني محدد. ليس سراً ولم يتغير شيء من وجهة نظري التي هي أنني مُتشككة بخُصوص العضوية الكاملة لتركيا.»[177] في مُناظرة تلفزيونية في سبتمبر 2017، صرح كُل من المُستشارة أنغيلا ميركل ومُنافسها مارتن شولتز على أن كلاهما سيسعيان إلى إنهاء مُحادثات عضوية تركيا مع الاتحاد الأوروبي.[178]
- عارض الرئيس الفرنسي الأسبق نيكولا ساركوزي انضمام تُركيا إلى الاتحاد الأوروبي، بحجة أن تُركيا كبيرة جدًا، وفقيرة جدًا، ومُختلفة ثقافيًا جدًا لدرجة لا يُمكنها بها الانضمام إلى الاتحاد الأوروبي. أما الرئيس الفرنسي السابق فرانسوا أولاند عكس سلفه، فقد أكد دعمه لتُركيا سنة 2012، وأكد أيضا عن عزمه تمهيد الطريق أمام الشركات الفرنسية التي تسعى للحُصول على عقود في تركيا. ظلت العلاقات الفرنسية التركية مُتوترة بعد أن فرضت تركيا قانونًا في عام 2009 يُجرم الاعتراف بالإبادة الجماعية للأرمن خلال سنة 1915 على أنها إبادة جماعية. كما أدى ذلك أيضا إلى تقلُص حصة الشركات الفرنسية من الاستثمارات الأجنبية في تركيا من 6٪ عام 2009 إلى 3٪ سنة 2012. تتوق كُبريات الشركات الفرنسية في مجال البنيات التحتية إلى ولوج الأسواق التركية الخاصة بمجال البنيات التحتية للسكك الحديدية والبنيات التحتية المُتعلقة بالأمن والسلامة النووية، والتي من المُتوقع أن تبلغ قيمتها 40 و50 مليار دولار على التوالي بحلول سنة 2020.[179][180]

### الخط الزمني
- في سبتمبر 1999، بعد انفراجة في العلاقات اليونانية التركية عقب تبادل المُساعدات الإغاثية بين البلدين، صرح وزير الخارجية اليوناني جورج باباندريو لصحيفة الغارديان: «اليونان لا تريد أن ترى تركيا في الاتحاد الأوروبي فحسب، بل تريد أن تسحب عربة تركيا الأوروبية»، وأن ذلك من مصلحة أمته كوسيلة لتجنب «استمرار الصراع والتوتر مع الكتلة والمعايير الأوروبية».[181]
- ذكر تقرير التقدم المُحرز للاتحاد الأوروبي لعام 2005 أن: «في 29 يوليو 2005، وقعت تركيا على البروتوكول الإضافي الذي يُكيّف اتفاقية الشراكة بين تركيا والمجموعة الأوروبية بعد انضمام 10 دول جديدة في 1 مايو 2004. وفي الوقت نفسه، أصدرت تركيا إعلانًا ينُص على أن التوقيع على البروتوكول الإضافي لا يرقى إلى مستوى الاعتراف بجمهورية قبرص. في 21 سبتمبر، اعتمد الاتحاد الأوروبي إعلانًا مُضادًا يشير إلى أن إعلان تركيا كان من جانب واحد، ولا يُشكل جزءًا من البروتوكول، وليس له أي أثر قانوني على التزامات تركيا بموجب البروتوكول. وشدد إعلان الاتحاد الأوروبي على أن الاعتراف بجميع الدول الأعضاء هو عنصر ضروري في عملية الانضمام. كما أكد على الحاجة إلى دعم جهود الأمين العام للأمم المتحدة للتوصل إلى تسوية شاملة لمشكلة قبرص، تساهم في السلام والاستقرار والعلاقات المتناغمة في المنطقة.»[182]
- في نوفمبر 2006، قرر أعضاء المُفوضية الأوروبية تعليق أجزاء من المُحادثات بشأن الانضمام مع تركيا، حيث قال مسؤولون أتراك إنهم لن يفتحوا الموانئ التركية أمام حركة المرور من جمهورية قبرص حتى يُخفف الاتحاد الأوروبي حظره على جمهورية شمال قبرص التركية.[183]
- في 2007، صرح رئيس المُفوضية الأوروبية دوراو باروسو بأن تُركيا ليست مُستعدة للانضمام للاتحاد الأوروبي سواء «غدا أو بعد غد»، لكن مفاوضات العضوية يجب أن تستمر. كما دعا فرنسا والدول الأعضاء الأخرى إلى احترام قرار مواصلة محادثات الانضمام، ووصفها بأنها مسألة مصداقية للاتحاد.[184]
- في 28 يونيو 2007، أكد وزير الدولة للشؤون الأوروبية البُرتغالي مانويل لوبو أنتونيس أنه «يجب أن تنضم تركيا إلى الاتحاد الأوروبي بمُجرد استكمال مُحادثات العضوية بنجاح، والتي من المُرجح أن تستمر لمدة عقد على الأقل.»[185] «نعتقد أنه من المهم والأساسي أن تنضم تركيا إلى الاتحاد الأوروبي بمُجرد استيفاء جميع الشروط وجميع المعايير،» كما أضاف بأن «البرتغال تهدف في الأشهر الستة المقبلة إلى 'وضع العملية على المسار الصحيح'.»[185]
- في 5 نوفمبر 2008، صرح وزير الخارجية الإيطالي فرانكو فراتيني بأن «الحكومة الإيطالية ستدعم انضمام تركيا بكل قُوتها إلى الاتحاد الأوروبي.»[186] كما أشار إلى أن «البرلمان الإيطالي سيُعطي 'الكلمة الواضحة' عندما يكون ذلك ضروريا، خصوصا مع 'الأغلبية المُريحة' التي تحظى بها حكومة برلسكوني، ولكن أيضا 'المُعارضة' التي يعرف أنه يُمكن الاعتماد عليها.»[186] كما أضاف بأنه «لن يكون إدراج تركيا مشكلة، بل سيكون جزءًا من الحل لتقوية أوروبا من ناحية العلاقات مع الدول الأخرى، مثل منطقة القوقاز.»[186]
- في 13 نوفمبر 2008، حث رئيس الوزراء الإيطالي سيلفيو برلسكوني الاتحاد الأوروبي على «تسريع محاولة عضوية تركيا» كما حث على «مساعدة أنقرة على الانضمام.»[187] حث برلسكوني أيضا على «المُحاولة للفوز بأصوات أعضاء الاتحاد الأوروبي المُعارضين لطلب تركيا.»[187] كما صرح برلسكوني أيضا «فيما يتعلق بالمُعارضة التي أبدتها بعض الدول - بعضها دول مهمة - أنا واثق من أننا سنتمكن من إقناعها بالأهمية الاستراتيجية لتركيا، في الإطار الأوروبي، كدولة على حدود الشرق الأوسط.»[187]
- / في 29 مايو 2009، ألغى الرئيس الفرنسي نيكولا ساركوزي زيارة إلى السويد كانت مُقررة في 2 يونيو 2009، من أجل تجنب السؤال بشأن مسألة عضوية تركيا في الاتحاد الأوروبي قبل أيام قليلة فقط من الانتخابات الأوروبية، وقبل شهر من تولي ستوكهولم الرئاسة الدورية للاتحاد الأوروبي.[188] نقلت صحيفة لو موند الفرنسية في 28 مايو 2009 بأن الرئيس الفرنسي الذي هُو مُعارض صريح لانضمام تركيا إلى الاتحاد الأوروبي، لم يُرد إبراز الاختلاف القوي في وجهات النظر حول هذا الموضوع بينه وبين رئيس الوزراء السويدي فريدريك رينفلت.[188] تُؤيد السويد المزيد من التوسعات في الاتحاد الأوروبي، بما في ذلك انضمام تركيا.[188] صرح وزير الخارجية السويدي كارل بيلدت لصحيفة لو فيغارو الفرنسية بأن «الاتحاد الأوروبي لديه 'مصلحة إستراتيجية' في انضمام تُركيا، وحذر من 'غلق الباب' أمام أنقرة.»[188] قال بيلدت، في إشارة إلى تصريحات ساركوزي المُتكررة بأن تركيا ليست دولة أوروبية ولا تنتمي إلى أوروبا: «إذا رأينا أن قبرص موجودة في أوروبا، على الرغم من أنها جزيرة على طول شواطئ سوريا، فمن الصعب عدم اعتبار أن تركيا تقع في أوروبا».[188] في حواره مع لو فيغارو، صرح بيلدت : «إن رؤيتي لأوروبا ليست دفاعية كما أراها مع آخرين.»[188] أُلغيت رحلة الرئيس الفرنسي إلى السويد في اليوم الذي تلى نشر هاته المُقابلة.[188] وقد أخبر وزير فرنسي صحيفة لوموند بأن «نيكولا ساركوزي ألغى زيارته بسبب مقابلة كارل بيلدت».[188] «أراد الرئيس تجنب صدام بخصوص تركيا، ولم يكن يريد أن تتعارض زيارته للسويد مع الانتخابات [بعد خمسة أيام].»[188] في مارس 2013، صرح كارل السادس عشر غوستاف ملك السويد بأن «الاتحاد الأوروبي سوف يُصبح أقوى مع تركيا.»[189]
- في 5 أبريل 2009، صرح رئيس الوزراء الإسباني خوسيه لويس ثباتيرو بأن "إسبانيا تدعم بحزم ترشيح تركيا لولوج الاتحاد الأوروبي، بشرط أن تفي بالمُتطلبات الضرورية." أخبر ثباتيرو نظيره التركي رجب طيب أردوغان بأن "موقف إسبانيا 'حازم وواضح وصلب' وهُو لصالح ترشيح تركيا لدخول الاتحاد الأوروبي." وقد أضاف "ثباتيرو بأنه "يجب أن 'نفتح الباب' لتركيا للدخول في 'مشروع الاتحاد الأوروبي للسلام والتعاون'، شريطة أن تفي بالمُتطلبات اللازمة للتكامل"، وأن "دخول تركيا جيد بالنسبة لكل من تركيا والاتحاد الأوروبي."[190]
- في نوفمبر 2009، صرح الرئيس اليوناني كارولوس بابولياس بأنه لن يدعم انضمام تركيا «طالما أن أنقرة تتصرف كقوة مُحتلة في قبرص.»[191]
- في 4 نوفمبر 2009، أكد وزير خارجية المملكة المتحدة ديفيد ميلباند خلال زيارة لتركيا، دعم حكومة المملكة المتحدة لمُحاولة تركيا الانضمام إلى الاتحاد الأوروبي، قائلا: «أنا واضح جدًا في أن انضمام تركيا إلى الاتحاد الأوروبي مهم وسيكون ذا فائدة كبيرة لكل من تركيا والاتحاد الأوروبي.»[192]
- في 27 يوليو 2010، وعد رئيس وزراء المملكة المتحدة ديفيد كاميرون، خلال زيارة إلى تركيا «بالقتال» من أجل عُضوية تُركيا في الاتحاد الأوروبي، مُصرحا بأنه «غاضب» من الوتيرة البطيئة للمُفاوضات. وقد أضاف: «الاتحاد الأوروبي بدون تركيا في قلبه ليس أقوى ولكنه أضعف ... ليس أكثر أمانًا ولكن أقل ... ليس أغنى ولكن أفقر.»[193] في 22 مايو 2016، صرح كاميرون «لن تنضم تركيا إلى الاتحاد الأوروبي على الورق في أي وقت قريب. لقد تقدموا بطلب الانضمام في عام 1987. وفقًا لمُعدل التقدم الحالي، من المُحتمل أن ينضموا للاتحاد في حوالي سنة 3000 وفقًا لآخر التوقعات.»[194]
- في 3 يوليو 2013، في تجمع انتخابي للحزب الديمقراطي المسيحي في دوسلدورف، صرح وزير المالية الألماني فولفغانغ شويبله بأن تركيا يجب ألا تنضم إلى الاتحاد الأوروبي لأنها ليست جزءًا من أوروبا.[195][196]
- في 7 يونيو 2013، صرح وكيل وزارة شؤون الاتحاد الأوروبي التركية محمد حلوق إليجاك: “العملية تعني أكثر من مُجرد انضمام. بمجرد تحقيق المُستويات اللازمة، ستُصبح تركيا كبيرة بما يكفي لمواصلة تنميتها دون الانضمام. هدفنا هو تحقيق عملية انضمام سلسة.”[197]
- في 2013، صرح رئيس الوزراء التشيكي بيتر نيكاس: «ما زلنا نعتقد أنه يجب منح تركيا الفُرصة لتُصبح عُضوًا كامل العُضوية في الاتحاد الأوروبي بعد أن تستوفي جميع معايير الانضمام». ووصف تركيا بأنها شريك مُهم للاتحاد الأوروبي وأشاد بالدور البناء الذي تلعبه في منطقة الشرق الأوسط.[198]
- في مارس 2016، قال الرئيس التركي رجب طيب أردوغان إن الديمقراطية والحرية «عبارات» «لا قيمة لها على الإطلاق» في تركيا، بعد أن دعا إلى مُحاكمة بعض الصحفيين والمحامين والسياسيين على أنهم إرهابيون.[199]
- في مارس 2017، خلال كلمة ألقاها أمام أنصاره في مدينة آدابازاري غرب تركيا، قال الرئيس التركي رجب طيب أردوغان: «إخوتي الأعزاء بدأت معركة بين الصليب والهلال»، وقد وصف في أسابيع قليلة قبل ذلك السياسيين الأوروبيين «بالنازيين».[200] في الشهر نفسه، هدد بأن الأوروبيين «لن يستطيعوا المشي في الشوارع بأمان» إذا استمروا في منع الوزراء الأتراك من إلقاء كلماتهم في التجمعات في أوروبا.[201] رفض السياسيون الأوروبيون تصريحات أردوغان.[202]
- في سياق الاستفتاء الدستوري التركي في أبريل 2017، صرح نائب رئيس البرلمان الأوروبي ألكسندر غراف لامبسدورف بما يلي: «تركيا في القانون لا تزال مرشحة، لكن في الواقع هي ليست كذلك. لا أحد يعتقد في بروكسل أو أنقرة في هذا الصدد أن تركيا ستنضم في النهاية إلى الاتحاد الأوروبي. وهذا هو السبب في أننا نقول إنه من الأفضل أن نبدأ بداية جديدة ونضع العلاقة على أساس جديد..».[203]
- في مُناظرة تلفزيونية في سبتمبر 2017، صرح كُل من المُستشارة أنغيلا ميركل ومُنافسها مارتن شولتز على أن كلاهما سيسعيان إلى إنهاء مُحادثات عضوية تركيا مع الاتحاد الأوروبي.[178]

## روابط خارجية
- اسباب وجيهة لانضمام تركيا إلى الاتحاد الاوربي - بروجيكت سينديكت بالتعاون مع جريدة الغد الأردن